# تشريح الكلب

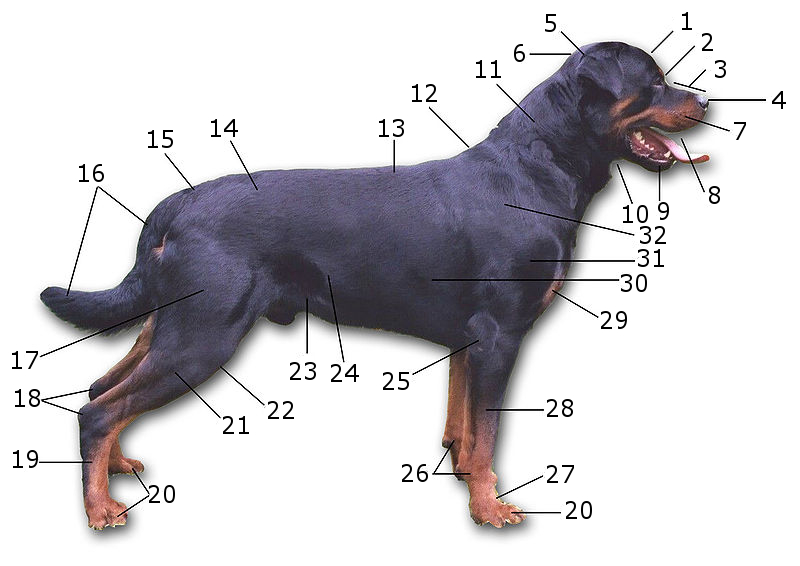
تشريح الكلب :
1.جبهة 2.توقف (مكان انحدار الجبهة إلى الأنف) 3.ظهر الأنف 4.فطر الأنف 5.الأذن المتدلية 6.مؤخرة الرأس 7.شفتان 8.خطم 9.الفك السفلي 10.حلق 11.عنق 12.ذقن 13.ظهر 14.الخاصرة 15.الردف
16.ذيل 17.فخذ 18.كاحل 19.مشط القدم 20.أصابع القدم 21.ساق 22.ركبة 23.منطقة الفخذ 24.بطن 25.كوع 26.مفاصل الرسغ 27.مشط اليد 28.ساعد 29.الصدر الأمامي 30.صدر 31.كتف
32.لوح الكتف

يصف تشريح الكلب بنية جسمه وخصائصها. خلال عملية الاستئناس، تم تربية عدد لا يحصى من سلالات الكلاب، والتي تختلف كثيرًا في بنية الجسم والحجم. أصغر سلالة هي شيواوا، بوزن مثالي من 1.5 إلى 3 كجم، وأكبر كلب عمومًا هو الذئب الأيرلندي بارتفاع عند الكتف 71 سم على الأقل، بينما صاحب الرقم القياسي هو الدرواس الألماني بارتفاع عند الكتف يزيد عن متر واحد، وأثقل الكلاب هي برنارد والدرواس الانجليزي، بوزن يزيد عن 100 كجم. مع ذلك، جميع الكلاب تنتمي إلى نفس النوع الحيواني، وتشريحها الداخلي متطابق إلى حد كبير.
ينتمي الكلب إلى عائلة الكلبيات، وبالتالي فإن بنية جسمه تشبه إلى حد كبير أقربائه البرية، خاصةً الذئب الرمادي، وخصوصًا الذئب الايراني وذئب الهيمالايا، بالإضافة إلى ابن آوى. وفي مقارنة سريعة بين الكلب والذئب، يمتلك وجه الكلب كمامة أقصر وأعرض من الذئب. هيكل الكلب أثقل من هيكل الذئب. أرجل الكلب أقصر من أرجل الذئب. أقدام الكلب أصغر وأكثر استدارة من أقدام الذئب ولا يكون ذيل الكلب مستقيمًا تمامًا مثل ذيل الذئب.
يتميز الكلب بجسم نحيل وعضلي مع صدر قوي. ترتبط الرقبة العضلية بالجسم بزاوية 40 درجة تقريباً، وتحمل رأسًا ذا كمامة ممتدة وعيون صغيرة. بينما تُعدّ الأذنان بارزتين، كانت في الأصل منتصبة ومدببة، بينما أصبحت في السلالات المستأنسة متدلية ومرخية. تُصمم أطراف الكلب لتحمل المشي والجري لمسافات طويلة. يمشي الكلب على أصابعه، ويدوس على وسائد ناعمة على أطرافه. بينما تُعدّ مخالبه ثابتة، غير حادة، ولا يمكن سحبها. يُوجد خمسة أصابع على كل قدم أمامية، مع إصبع ضامر لا يلمس الأرض. بينما توجد أربعة أصابع فقط على كل قدم خلفية. يُعدّ ذيل الكلب متوسط الطول، ونادرًا ما يكون مستقيمًا تمامًا. غالبًا ما يكون على شكل سيف أو منجل، أو على الأقل يكون طرفه ملتويًا لأعلى. يُغطّى جسم الكلب عادةً بفراء يختلف في الطول والبنية.

## نظام الهيكل العظمي

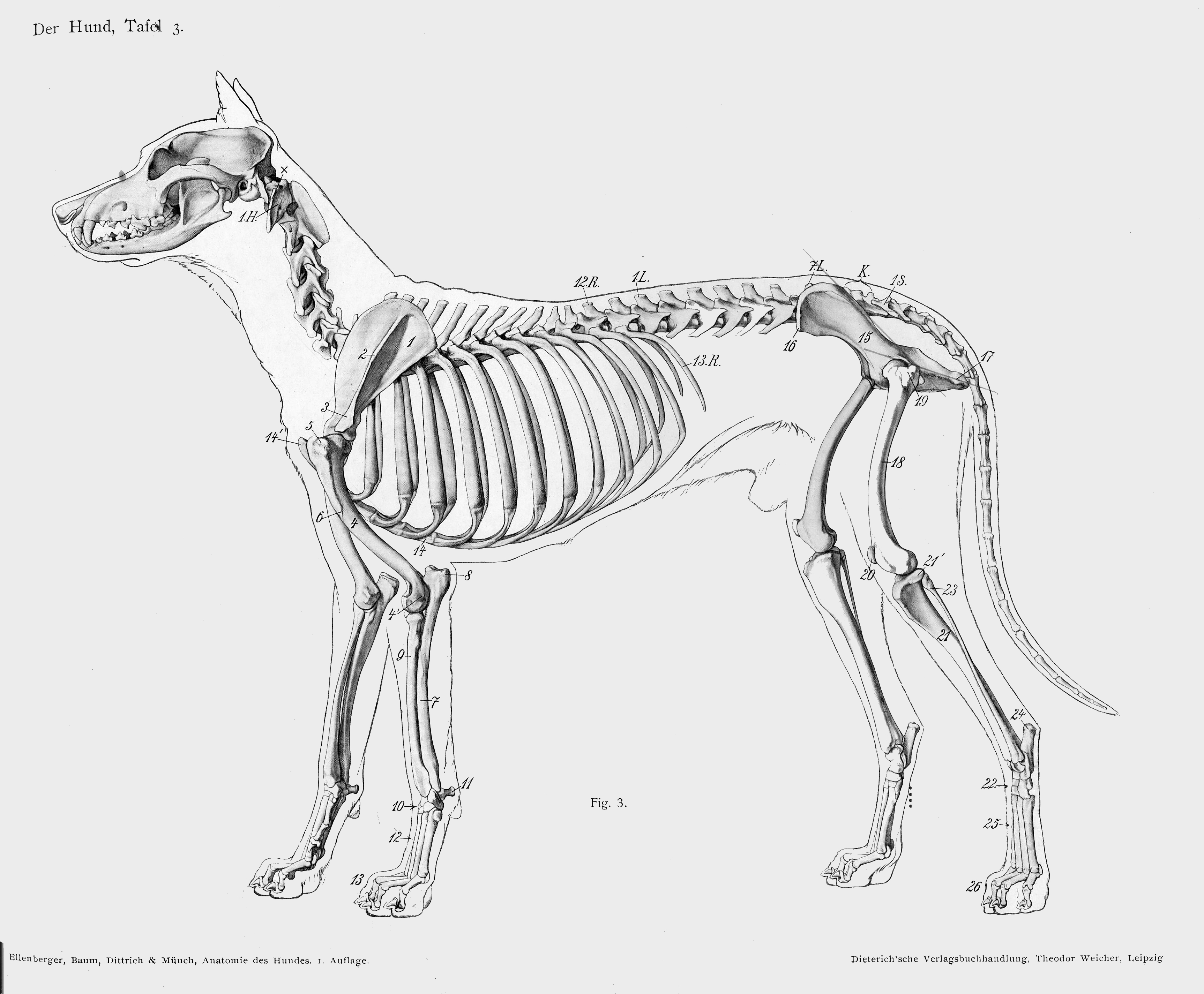
هيكل عظمي للكلب

يتكون هيكل الكلب، بغض النظر عن نوعه، من 271 إلى 282 عظمة. ينقسم الهيكل إلى ثلاثة أجزاء رئيسية:
1. الجمجمة:
تحمي الجمجمة الدماغ وتحتوي على فكوك قوية مناسبة لنمط حياة آكلات اللحوم.
2. الهيكل العظمي المحوري:
يتكون الهيكل العظمي المحوري من العمود الفقري والقفص الصدري، ويشكل محور الجسم ويحمي الأعضاء الداخلية.
3. هيكل الأطراف:
يتكون هيكل الأطراف من الأرجل الأمامية والخلفية، ويسمح للكلب بالتحرك والمشي والجري.
تكتمل عظام الكلب من النمو في الطول بين 10 و12 شهرًا من العمر. بينما يستمر إغلاق جميع صفائح النمو لفترة أطول. ترتبط اللقمة العلوية لعظم الساق بشكل نهائي بجسم العظم بحلول 15 شهرًا من العمر، بينما يكتمل تكوين عظام الحوض بشكل كامل بحلول 6 سنوات من العمر.
ترتبط عظام الكلاب ببعضها البعض من خلال مفاصل تسمح بالحركة. توجد في نهاية كل عظمة غضروف مرن وسلس، يسهل الحركة مع وجود السائل الزلالي. بعض المفاصل تكون ثابتة تقريباً بسبب الأربطة القوية، مثل مفصل الحوض والعجز. بينما ترتبط عظام الجمجمة ببعضها البعض بواسطة طبقات قوية من الأنسجة الضامة.

## الجهاز العضلي
يتكون الجهاز العضلي للكلب من مجموعة من العضلات المتصلة بالهيكل العظمي بواسطة الأوتار. وظيفتها الأساسية هي التحكم في حركة الكلب، وتوفير الدعم والاستقرار، والحفاظ على حرارة الجسم، والسماح بالتواصل من خلال تعبيرات الوجه.
تتكون عضلات الكلب بشكل أساسي من الأنسجة العضلية، مع القليل من النسيج الضام. تسود الألياف الحمراء في عضلات الأطراف العميقة، مما يسمح بالتوتر المستمر دون تعب. بينما تتواجد الألياف الحمراء والبيضاء معاً في العضلات السطحية، مما يسمح بالحركة القوية السريعة مع مقاومة التعب. تتكيف عضلات الكلب مع قدرته على الجري لمسافات طويلة، حيث تفتقر إلى الألياف الحمراء السريعة التي تتعب بسرعة.تتميز عضلات الوجه والمضغ بتكوين خاص يسمح بتعبيرات الوجه والتواصل.
تتشابه عضلات الكلب والإنسان كثيرًا مع بعض الاختلافات في التفاصيل. تختلف عضلات الأطراف كثيرًا، حيث لا يستطيع الكلب تحريك أصابعه بشكل مستقل. بينما يمتلك الكلب عضلات ذيل تسمح له بحركة الذيل في جميع الاتجاهات.

## الجهاز الهضمي
يتوافق الجهاز الهضمي للكلب مع كونه حيوانًا آكلًا للحوم بشكل أساسي. تبلغ نسبة طول الجهاز الهضمي إلى طول الجسم حوالي 5-6: 1.

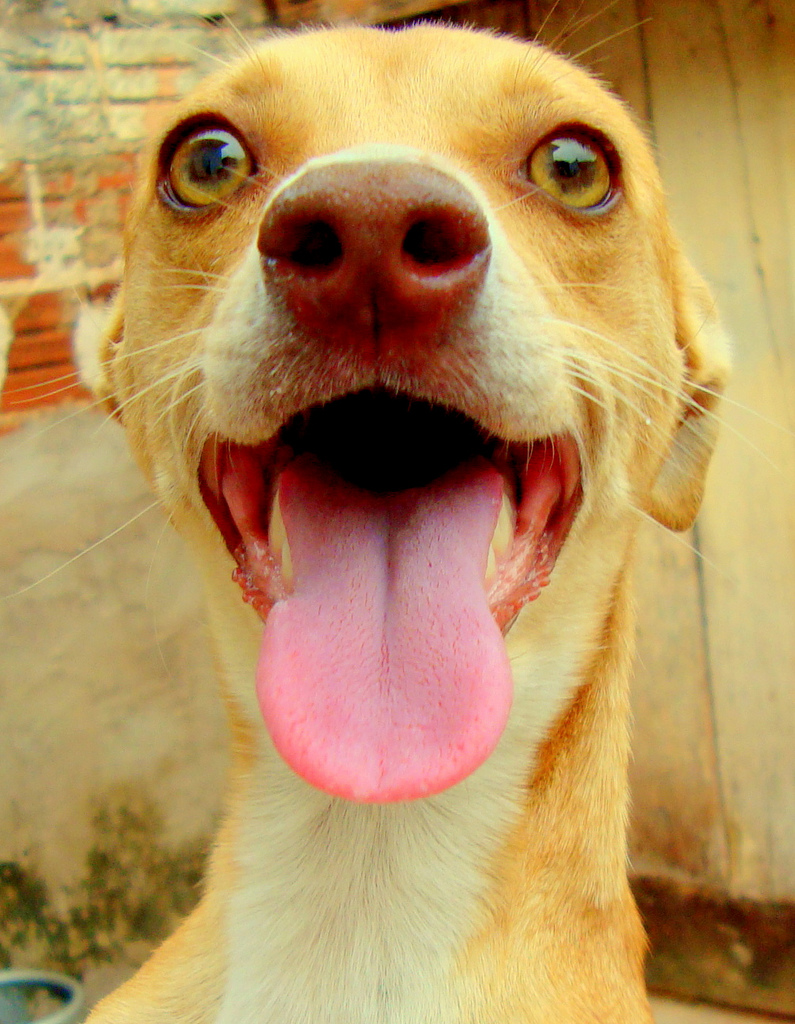
تجويف الفم في الكلب

### تجويف الفم
يُعد تجويف الفم، أو ما يُعرف باسم "الموردة" عند الكلب، بداية الجهاز الهضمي. يحدد الشفة السفلية والعلوية مدخل "الموردة"، حيث تكون الشفاه حساسة للغاية وقابلة للحركة، وغالبًا ما تكون ذات تصبغ داكن. تنمو الحليمات الشفوية من الغشاء المخاطي على حواف الشفاه. يوجد أخدود عميق في منتصف الشفة العلوية، يُسمى "نثرة". ينتقل الغشاء المخاطي للشفاه والخدين إلى الأسناخ، أي الأسطح الحاملة للأسنان في الفك العلوي والسفلي، حيث يُشار إلى الغشاء المخاطي باسم "اللثة". هناك يلتصق بعظم الفك ويشكل حليمات اللثة حول تيجان الأسنان. تحدد "الخدين" الجانبين. سقف تجويف الفم يتكون من "الحنك الصلب" و"الحنك الرخو". ويوجد على الحنك الصلب خلف القواطع ممر القواطع، المتصل بـعضو ميكعي أنفي. يوجد في منتصف "الحنك" خط حنكي واضح، ويمر عبر "الحنك" 6-10 درجات حنكية تمنع سقوط الطعام. يتكون الحنك الرخو من العضلات ويحمي مدخل "البلعوم الأنفي" أثناء معالجة الطعام.
لسان الكلب طويل، مع أخدود عميق في المنتصف لا يصل إلى طرف اللسان. على الجانب السفلي، يمتد من طرف اللسان إلى "اللجام" تكوين ملموس يسمى "ليسا" يتكون من نسيج دهني وواصلي مع جزر غضروفية.يوجد على جذور اللسان على كل جانب بصيلة واحدة على شكل ورقة و2-3 بصيلات محصنة تحمل براعم التذوق. يكون اللسان ورديًا في الغالب، مع وجود بقع تصبغ، بينما بعض سلالات الكلاب الآسيوية، مثل "تشاو تشاو" أو "شاربي" يكون لسانها أسود مائل إلى الأزرق.
أسنان الكلب غير متجانسة، وتنقسم إلى أربعة أنواع مختلفة من الأسنان: القواطع، الأنياب، الضواحك (ما قبل الأضراس) والأضراس. جميع الأسنان قصيرة، مع فترة نمو محددة، والضواحك والأضراس ثنائية الرؤوس، تبرز في نتوءات حادة. أكبر الأسنان هي الضاحك الرابع (P4) في الفك العلوي والأضراس الأولى (M1) في الفك السفلي، وتشكل معًا ما يسمى "مجمع التمزق".

#### أسنان الجرو
تتكون الأسنان اللبنية للجرو من 28 سنًا موزعة على النحو التالي، 6 قواطع في الفك العلوي، 6 قواطع في الفك السفلي، 4 أنياب (2 في كل فك) و12 ضاحكًا (6 في كل فك، موزعة على p2، p3، p4). يمكن تلخيص تركيبة أسنان الجرو في الصيغة التالية:
- 3.1.3.0
- 3.1.3.0

تتميز الأسنان اللبنية للجراء بحجمها الأصغر ولونها الرمادي الأبيض، وهي أرق من مينا الأسنان الدائمة. يولد الجرو بدون أسنان، وتبدأ أسنانه اللبنية بالظهور تدريجيًا، حيث تظهر القواطع بين الأسبوع الرابع والسادس، والأنياب بين الأسبوع الثالث والخامس، والضواحك بين الأسبوع الخامس والسادس. وعندما يبلغ الجرو عمر شهرين، تكون جميع أسنانه اللبنية قد ظهرت بشكل كامل.
بين الشهر الثالث والرابع من العمر، تبدأ أسنان الحليب في التآكل والتباعد تدريجيًا. تتكون الأسنان الدائمة تحت أسنان الحليب، ومع نموها، تدفع أسنان الحليب للخارج. تبدأ عملية تبديل الأسنان في نهاية الشهر الرابع أو منتصف الشهر الخامس من العمر، وتكون أسرع في سلالات الكلاب الكبيرة مقارنةً بالسلالات المتوسطة والصغيرة. أولاً، يتم استبدال القواطع في حوالي الشهر الخامس، ينمو الضرس الدائم P1 والضرس الدائم M1. في عمر ستة أشهر، تبدأ الأنياب والضواحك والأضراس الدائمة في النمو. قد تنمو الأنياب الدائمة قبل الأنياب اللبنية، بينما لم تسقط الأنياب اللبنية بعد. في هذه الحالة، يكون لدى الجرو مؤقتًا أكثر من أربعة أنياب في فمه. إذا استمر هذا الوضع بعد الشهر السابع من العمر، أو إذا كان هناك أي أسنان لبنية أخرى في فم الكلب في هذا الوقت، فهذا يدل على احتباس أسنان الحليب. هذه الحالة شائعة في سلالات الكلاب القزمة، خاصةً يوركشاير تيرير(Yorkshire Terrier)، شيواوا، دشهند، أو بودل. يتم علاج هذه الحالة عن طريق خلع أسنان الحليب تحت التخدير الكلي.

#### الأسنان الدائمة
تركيبة أسنان الكلب البالغ هو:
- 3.1.4.2
- 3.1.4.3

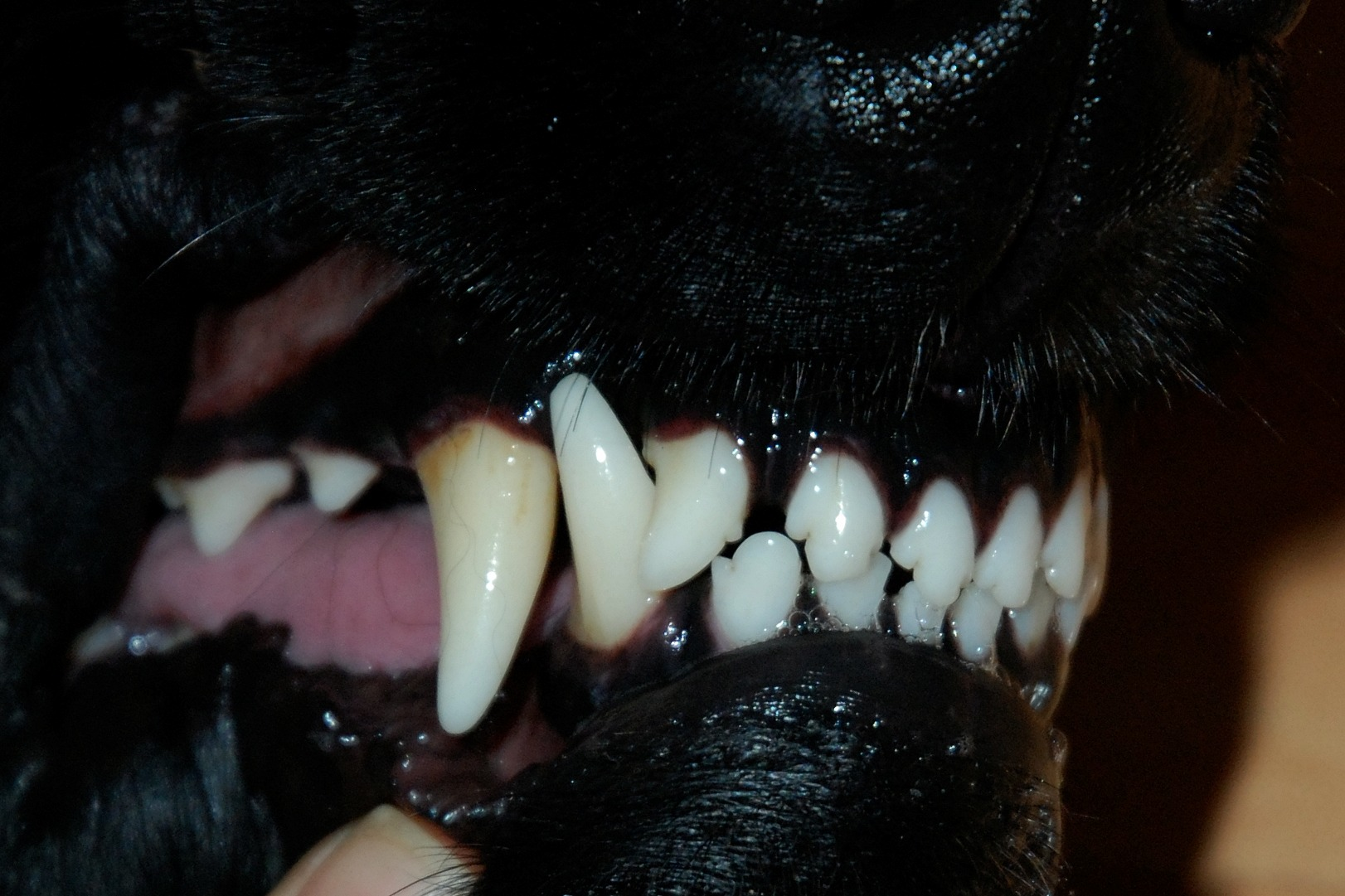
تفاصيل قفل الفك - يتناسب الناب السفلي تمامًا مع الفجوة بين الناب العلوي والناب المركزي

تتكون أسنان الكلب القاطعة من ستة أسنان صغيرة، موزعة بالتساوي على 3 أسنان في كل نصف فك. وتُسمى هذه الأسنان، الكليشة(L1)، الوسطى(L2)، الضاحك(L3)، يستخدم الكلب أسنانه القاطعة في إزالة الأوساخ والطفيليات، قضم بقايا اللحم من العظام، تكوين قوس منتظم يدعم خط الفك بين الأنياب وتعمل القواطع العلوية مع الأنياب لتشكيل "قفل" محكم يمنع الفريسة من الهروب.
أنياب الكلب طويلة وذات جذر واحد وأسنان قوية، الأنياب العلوية تتداخل في الفجوة في الشفة السفلية، والأنياب السفلية بين الأسنان العلوية والأنياب العلوية. الجذور النابية يمكن أن تكون طويلة مرتين أكثر من التاج. وظيفتهم هي ميكانيكية - الأنياب العلوية تساعد على الحفاظ على الشفة العلوية خارج الفم والسفلية تحافظ على اللسان داخل الفم - ولكن الأهم من ذلك أنها مصممة للإمساك بالفريسة أو العدو وتمزيق الأنسجة. الضرس الأول في الفك العلوي هو سن صغير، يعزز بوجوده على الأرجح تثبيت الأنياب في الفك. مجمع الأسنان المكون من الأضراس والأضراس الكبيرة يستخدم لتقطيع قطع اللحم وسحق العظام. الضرس الأخير M3 صغير ولا يكون له أي أهمية كبيرة. الكلاب ليست لديها القدرة على مضغ الطعام وتفتيتها في الفم إلى قطع صغيرة، فهي تبتلع قطع الطعام كلها.
تُثبت أسنان الكلب في فكّه بواسطة جذور، يختلف عددها باختلاف نوع السن. أكبر عدد من الجذور (ثلاثة) موجود في الضاحك الرابع والأضراس في الفك العلوي. تكون هذه الأسنان ثابتة جدًا في الفك، ونادرًا ما تسقط إلا في حالات أمراض اللثة المتقدمة. على الرغم من أن الأنياب لها جذر واحد فقط، إلا أن طوله الكبير يُشكل تثبيتًا كافيًا في الفك، لذلك نادرًا ما تسقط الأنياب أيضًا.
عدد جذور الأسنان في أسنان الكلب الدائمة
|                         | ذو جذر واحد                             | ثنائي الجذور              | ثلاثة جذور   |
| ----------------------- | --------------------------------------- | ------------------------- | ------------ |
| الفك العلوي الفك السفلي | I1، I2، I3، C، P1 I1، I2، I3، C، P1، M3 | P2، P3 P2، P3، P4، M1، M2 | P4, M1, M2 — |

يُعتبر كلب بـ 42 سنًا دائمًا كلبًا ذا أسنان كاملة، ويُمكن وصفه بأنه "كامل الأسنان". إذا كان هناك أي سن دائم مفقود، فإن هذه الحالة تُسمى "قلة الأسنان". تتطلب معايير معظم السلالات أسنانًا كاملة، بينما لا يُعتبر نقص P1 أو M3 عيبًا مانعًا. يتم التسامح مع نقص الأسنان في السلالات ذات الفكين القصيرين المشوهين، وهي شائعة لدى الكلاب العارية، لأن نقص الأضراس والضواحك مرتبط جينيًا بجين عدم وجود شعر. تشكل القواطع في الفك قوسين منتظمين، ويُشار إلى موقعها المتبادل باسم "العضة". في معظم سلالات الكلاب، تكون العضة المقصية مرغوبة: تقع القواطع العلوية بشكلٍ مُلطف أمام صف القواطع السفلية، وعند العض، تلمس الأسطح الأمامية للقواطع السفلية الأسطح الخلفية للقواطع العلوية. تتميز العضة المقصية الضيقة بلمسةٍ مفرطة بين القواطع السفلية والعلوية، بينما تتميز العضة المقصية الفضفاضة بوجود فجوة بين القواطع 1-2 ملم.

عندما يكون كلا قوسيّ القواطع في نفس المستوى وتلتقي حوافّ القطع للأسنان، فهذا يُشكل "اللقمة المُطبقة". يُمكن التسامح مع هذا النوع من اللّقمة في معايير السلالات، على الرغم من أنه ليس مثاليًا ويؤدي إلى تآكل سريع للأسنان. إذا كان الفك السفلي أقصر والفجوة بين القواطع العلوية والسفلية أكبر من 2 مم، فهذا يُعرف باسم "اللّقمة السفلية". يُعتبر هذا النوع من اللّقمة دائمًا خطأً وحالة مرضية. ويحدث أحيانًا عند الكلاب ذات بنية الرأس الرقيقة جدًا. "اللّقمة العلوية" هي حالة تكون فيها قوس القواطع السفلية أمام القواطع العلوية. وهي شائعة وغالبًا ما تكون مطلوبة في معايير سلالات الكلاب ذات الوجه القصير. إذا لم تشكل القواطع أقواسًا منتظمة، ولكن ظهر أحد الأسنان، فهذا يُسمى "اللّقمة غير المنتظمة". ويمكن أن يكون اللّقمة غير المنتظمة طوليًا أو عرضيًا أو مُجمعًا، حسب انحراف القاطع عن المحور الطولي للقوس.

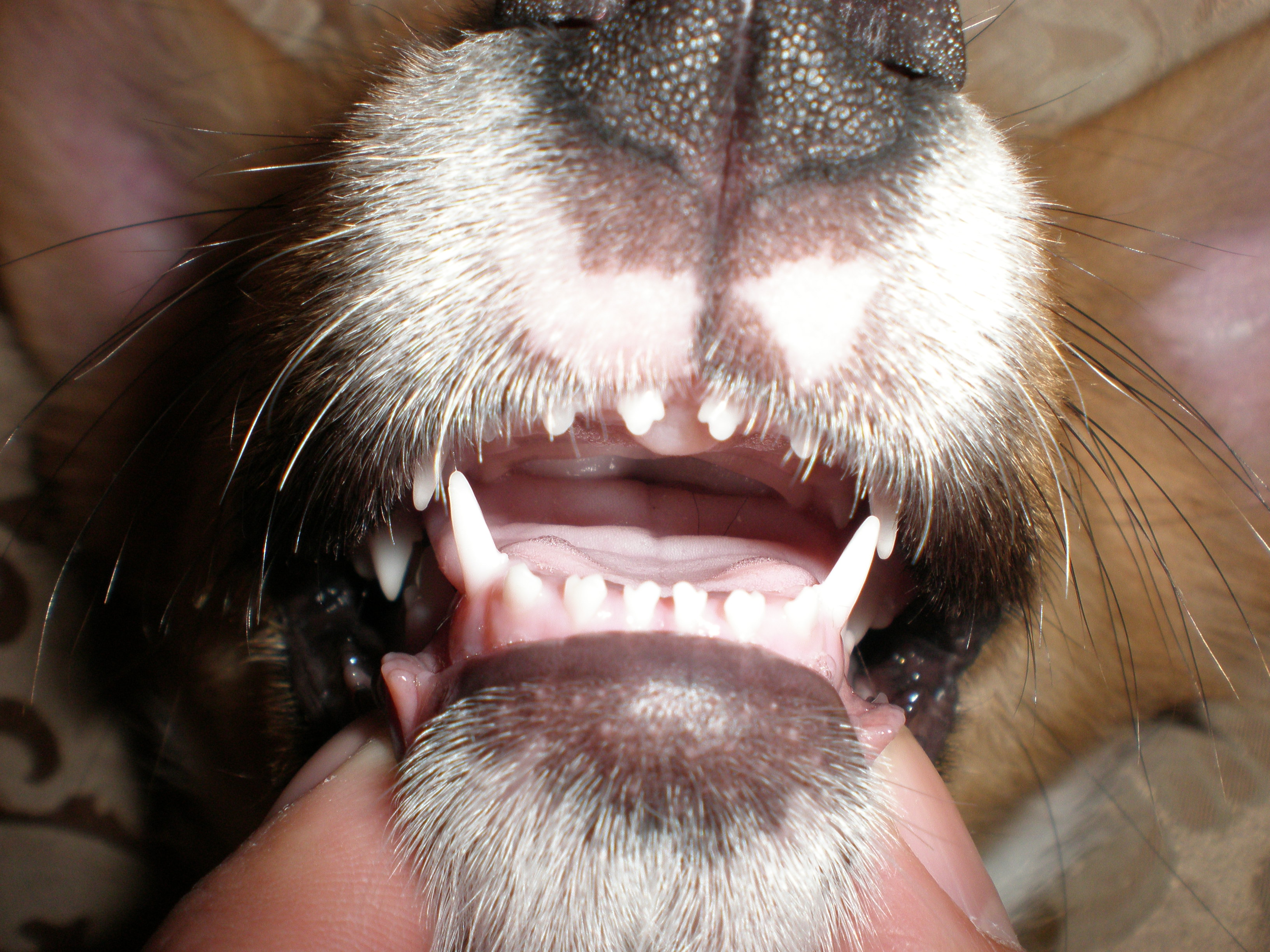
أسنان الحليب لِجروّ بعمر 11 أسبوعًا
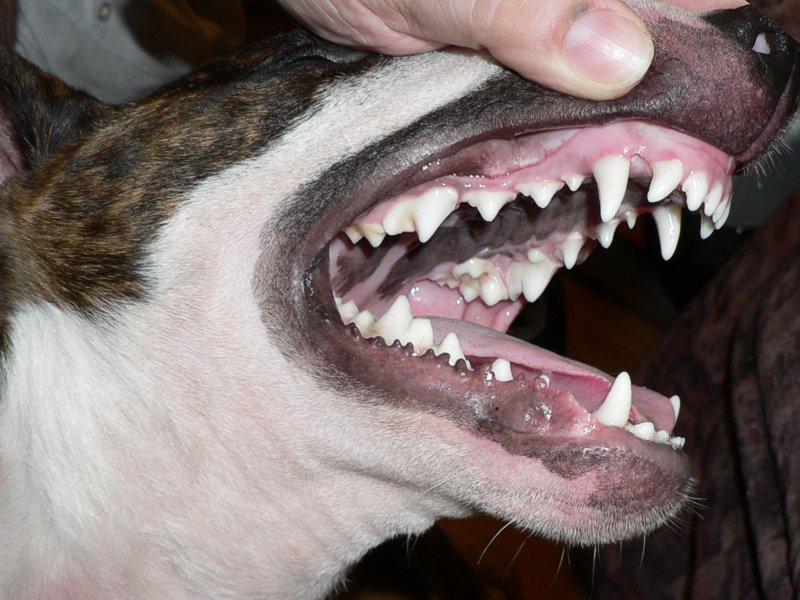
أسنان الكلب من نوع بلترير
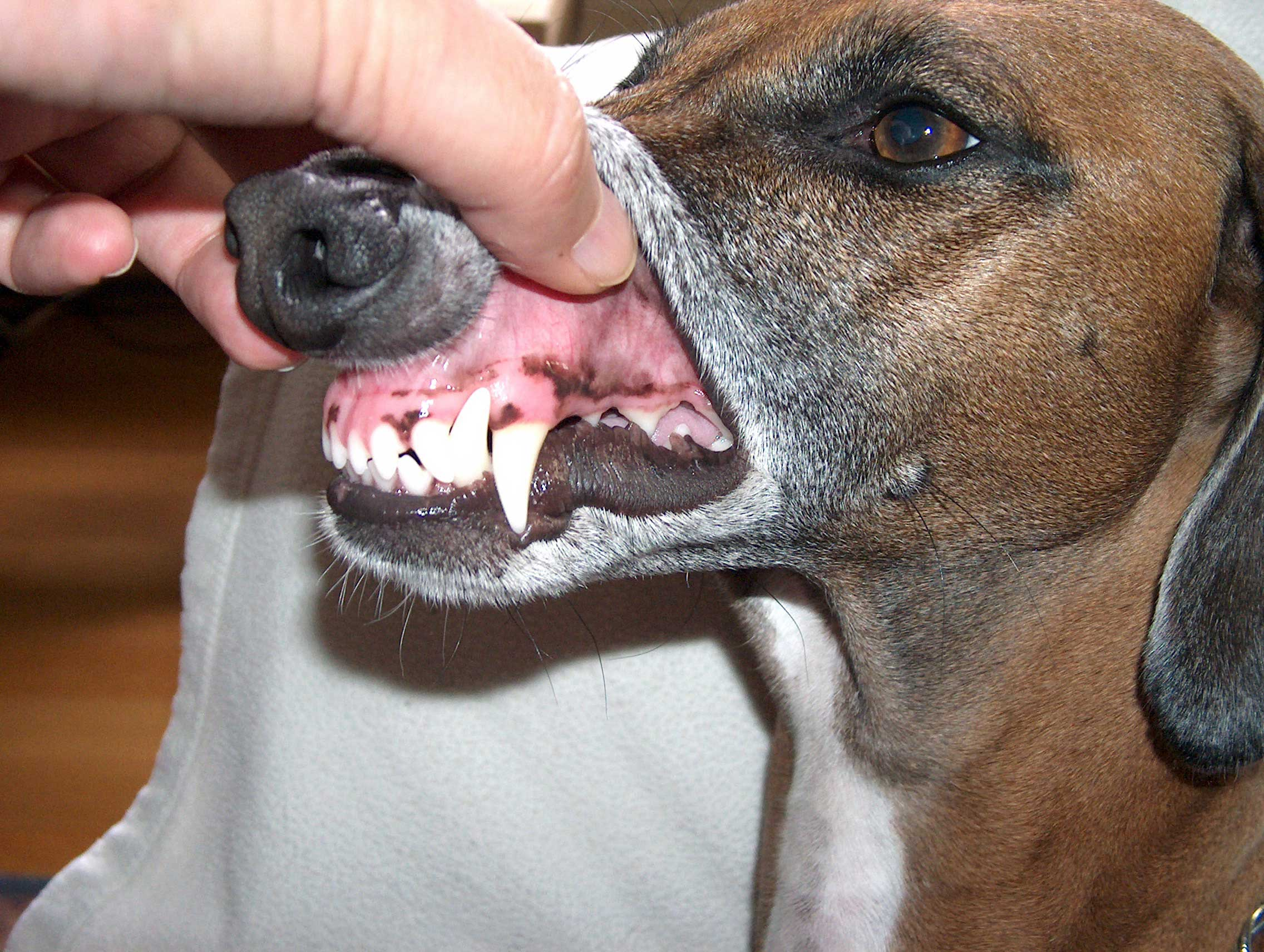
نوع من إطباق أسنان الكلب
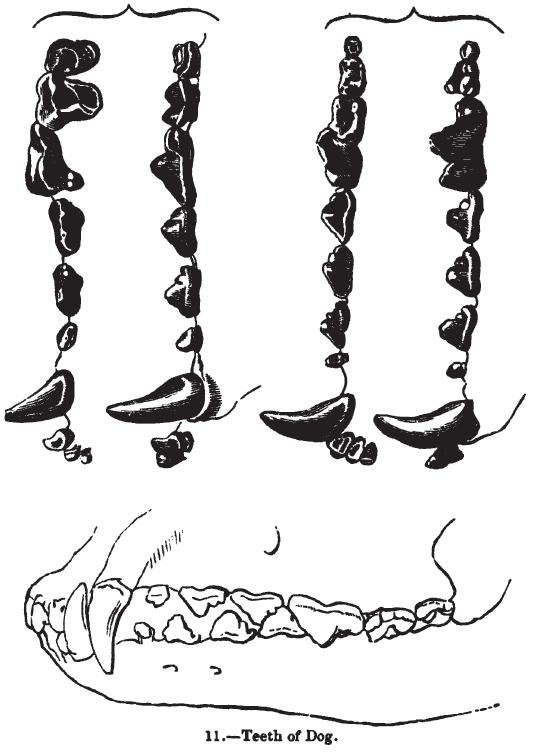
موقع وشكل أسنان الكلب في فكّه
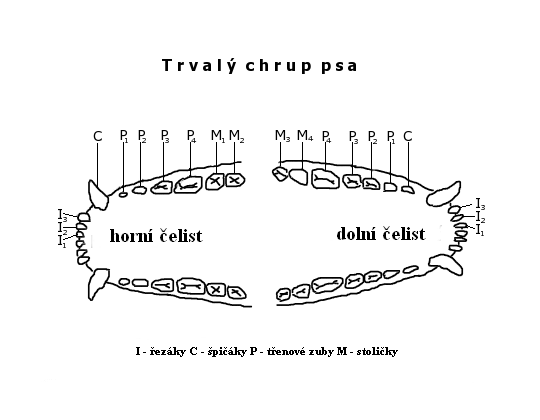
أسنان الكلب الدائمة مع وصفها
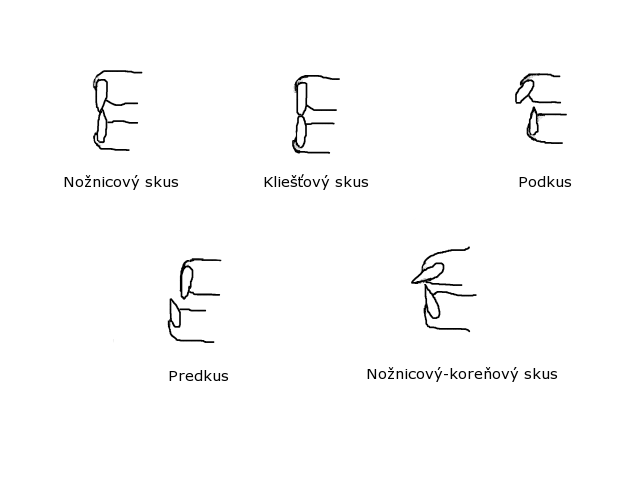
رسم تخطيطي لِإطباق أسنان الكلب

#### أسنان الكلب وعمره
يمكن تحديد عمر الكلب بدقة من خلال أسنانه في مرحلة الجرو وأثناء فترة التسنين. أما في حالة الكلاب الأكبر سنًا، يمكن تحديد العمر بشكل تقريبي من خلال درجة تآكل الأسنان الدائمة. تتكون تاجية القواطع في فك الكلب العلوي من ثلاث فصوص، وفي الفك السفلي من فصين. مع تقدم العمر، تبلى الأسنان وتُمحى الفصوص بالترتيب التالي، من 6 أشهر إلى 18 شهرًا يبدأ تآكل فصوص القواطع الأولى (الأنياب) في الفك السفلي. من 18 شهرًا إلى 2.5 سنة يبدأ تآكل القواطع الوسطى السفلية. من 2.5 سنة إلى 3.5 سنة تتآكل فصوص الأنياب في الفك العلوي. من 3.5 سنة إلى 4.5 سنة تتآكل فصوص القواطع الوسطى العلوية. من 4.5 سنة إلى 5.5 سنة تتآكل فصوص الأضراس في الفك السفلي. عند حوالي 5 سنوات يبدأ تآكل الأنياب. في سن 6 سنوات تكون جميع فصوص القواطع قد تآكلت، ويبدأ تقصير أجسام القواطع نفسها، مما يؤدي إلى ظهور أسطح احتكاك تُظهر مقطعًا عرضيًا للقاطع. يستمر تآكل الأجسام بنفس ترتيب تآكل الفصوص، أولاً القواطع السفلية الأولى، ثم القواطع السفلية الثانية في سن 8-9 سنوات، ثم القواطع العلوية الأولى، وأخيرًا القواطع العلوية الثانية. يؤدي تقصير القواطع إلى تباعدها، ووضعها بشكل غير منتظم، وأخيرًا إلى فقدان الأسنان.
يعتمد تآكل الأسنان على عمر الكلب ونظامه الغذائي وعبء العمل والبيئة والجينات، لذا فإن تحديد العمر من خلال تآكل الأسنان هو مجرد تقدير تقريبي. لدى الكلاب الأكبر سنًا، يظهر الجير على الأسنان، ولكن يمكن أن يتكون لدى بعض السلالات الصغيرة (مثل يوركشاير تيرير، براغ راتر) وبعض الأفراد من السلالات الأخرى في سن أصغر.

### الغدد اللعابية والبلعوم والمريء

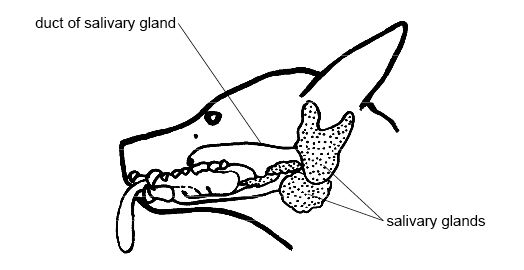
الغدد اللعابية عند الكلاب

تفتح الغدد اللعابية أيضًا في الفم. يمتلك الكلب، مثل الإنسان، ثلاث غدد لعابية كبيرة: الغدة النكفية والغدة تحت اللسان والغدة تحت الفك السفلي، بالإضافة إلى الغدد اللعابية الصغيرة الموجودة في النسيج الضام تحت المخاطية، بينما تتجمع الغدد اللعابية الصغيرة في الوجه في الغدة الوجنية (gl. zygomatica).
يتصل بالفم البلعوم، ويستمر الجهاز الهضمي في المريء. يتكون مريء الكلب من عضلات مخططة عرضية وغشاء مخاطي، وهو قابل للتمدد للغاية ويبلغ طوله حوالي 30 سم في الكلب متوسط الحجم. أثناء مروره عبر الرقبة، يقع على الجانب الأيسر، وفي جوف الصدر يمر عبر المنصف فوق قاعدة القلب، ويمر عبر فتحة في الحجاب الحاجز إلى التجويف البطني ويدخل المعدة.

### معدة وأمعاء الكلب
تتميز معدة الكلب بكونها ذات حجرة واحدة وبسيطة. تأخذ شكل أنبوب متسع على شكل حرف U، يقع بشكل عرضي في القوس الحجابي. يتغير شكلها وحجمها حسب امتلائها ووضع الجسم. تبدأ بفتحة واسعة (القلب) تسمح بسهولة القيء. تتميز بقدرة كبيرة على التمدد وحجم كبير بالنسبة للجسم، حيث يتراوح متوسط سعتها بين 0.5 و2.5 لتر، بينما قد تصل إلى 6 لترات في الكلاب الكبيرة. عندما تكون المعدة فارغة، تضغط على الكبد، ويبدأ انحناءها الكبير من اليسار عند الضلع الثاني عشر ويستمر حتى مستوى انتقال الضلع العاشر إلى الغضروف. بينما تدفع المعدة الممتلئة الكبد إلى اليمين، وتقوس القوس الحجابي ضلعًا واحدًا للأمام، وتصل إلى الفقرة القطنية الرابعة من الخلف، حيث تدفع الكلية اليسرى، وتضغط على جدار البطن من الأسفل. في البواب، تنتقل المعدة إلى الأمعاء الدقيقة.
تتميز الأمعاء الدقيقة للكلب بقصرها النسبي، حيث يبلغ طولها حوالي ثلاثة إلى أربعة أضعاف طول الجسم. يبلغ طول الاثني عشر حوالي 25 سم، ويبدأ من البواب على يمين السطح الحشوي للكبد كجزء قحفي، ثم ينعطف ويتجه نحو الحوض كجزء هابط، مصحوبًا بفص من البنكرياس. ينعطف حول الكلية اليمنى، ويدور حول الأمعاء الغليظة عند مستوى الفقرة القطنية الخامسة أو السادسة، ثم يستمر على الجانب الأيسر نحو الرأس كجزء صاعد. عند الكلية اليسرى، ينتقل الاثني عشر إلى الصائم، وهي الجزء التالي من الأمعاء الدقيقة. تصب الغدد التي تنتج إنزيمات الجهاز الهضمي في الاثني عشر، وأكبرها بلا شك البنكرياس. يأخذ البنكرياس شكل حدوة حصان عند الكلب، ويقع الجسم بالقرب من البواب، بينما يلتصق الفص الأيسر الأصغر بين الأمعاء الغليظة والكبد، ويجاور الفص الأيمن الأكبر الجزء النازل من الاثني عشر. يحتوي بنكرياس الكلب على قناتين، بينما قد تكون القناة الأصغر، قناة البنكرياس غائبة. إذا لم يكن الأمر كذلك، فإنه يصب في الأمعاء مع القناة الصفراوية، على بعد 3-6 سم خلف البواب في فتحة حليمة إثناعشرية كبيرة. تصب القناة الإضافية الثانية، ductus pancreaticus accessorius، بشكل مستقل في ملحق القناة البنكرياسية على بعد 3-8 سم خلف البواب. مثل الإنسان، يحتوي البنكرياس على مكون غدد صماء داخلية (أهم هرمون يتم إنتاجه هو الأنسولين). ينقسم كبد الكلب إلى 6 فصوص، تلتصق بشكل عرضي في القوس الحجابي الأيمن وجزئيًا في القوس الأيسر. يمتلك الكلب أيضًا المرارة.
يتكون الجزء الأوسط من الأمعاء الدقيقة، المعروف باسم الصائم، من 6 إلى 8 حلقات على رباط متحرك طويل، وتشغل هذه الحلقات النصف السفلي من تجويف البطن. أما الجزء الأخير، اللفائفي، فهو قصير وينتقل بسلاسة إلى الأمعاء الغليظة، مع قطر متساوٍ. بينما الأعور صغير وقصير وملفوف بشكل حلزوني، ولا يمتلك زائدة دودية.
القولون، وهو أطول جزء من الأمعاء الغليظة لدى الكلب متوسط الحجم، يبلغ طوله حوالي 65 سم. ينقسم القولون، مثلما هو الحال عند الإنسان، إلى ثلاثة أقسام: الصاعد والمستعرض والنازل. يقع القولون في سقف تجويف البطن. وعند الفقرة القطنية السابعة، ينتقل القولون إلى المستقيم الذي يدخل إلى الحوض ويخرج أخيرًا من الجسم عبر فتحة الشرج.

## الجهاز التنفسي

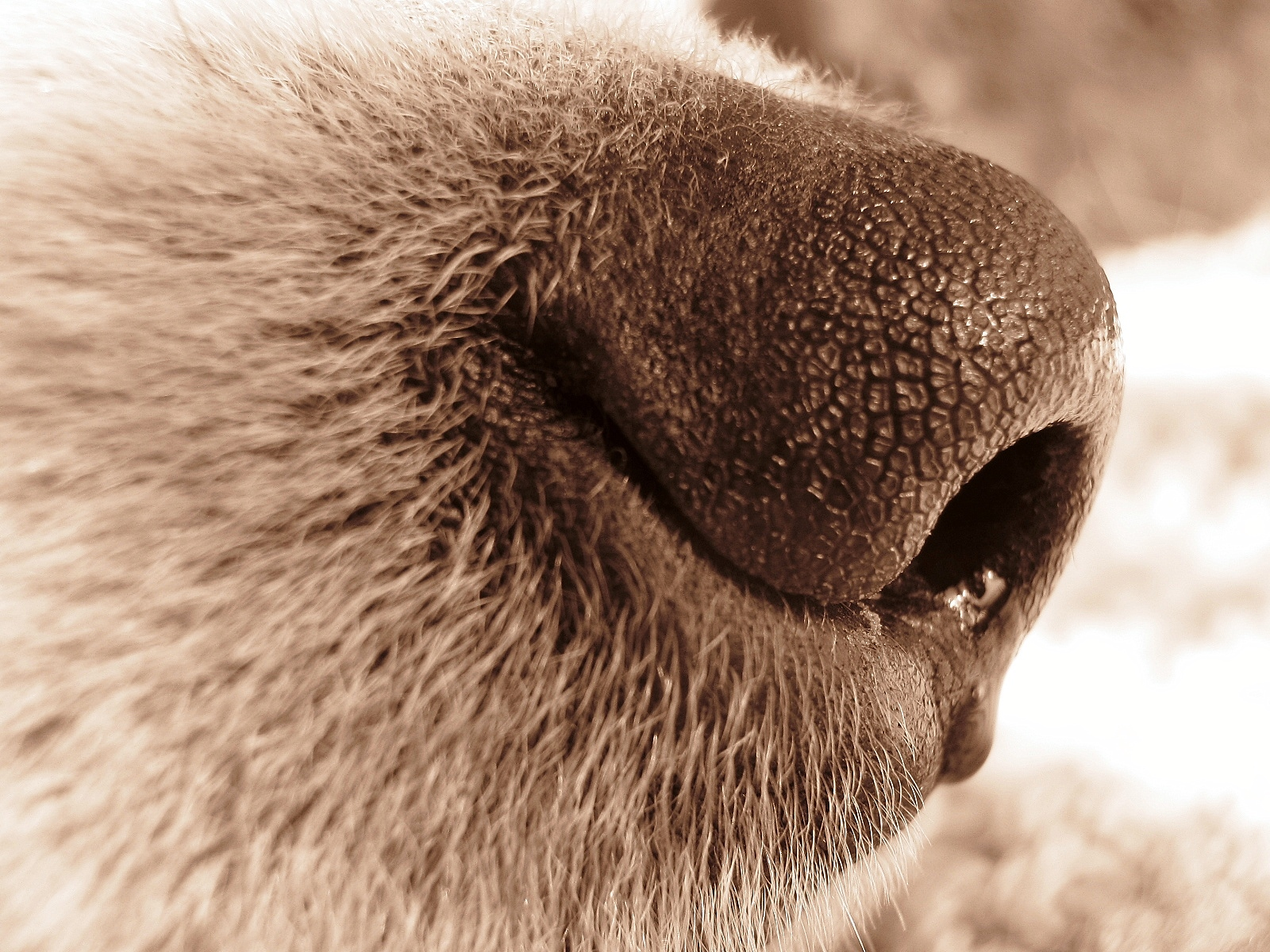
تفاصيل فتحة أنف الكلب

يتكون الجهاز التنفسي للكلب من المسالك التنفسية والرئتين. تبدأ المسالك التنفسية العلوية من الخارج بالأنف والفتحتين. الغشاء المخاطي للأنف داكن اللون وإسفنجي ورطب بفضل الإفرازات الأنفية. ويمتد المنخر على جانب أنف الكلب في أخدود عميق (sulcus alaris) يمتد للأعلى والجانب. وعند شمّ الكلب، يُستخدم المنخر للزفير حتى لا يُشتت الرائحة المُراد تتبعها.
ينقسم تجويف الأنف لدى الكلب بواسطة الحاجز الأنفي إلى نصفين، وينقسم كل نصف بدوره إلى ثلاثة ممرات: علوي ومتوسط وسفلي. ويتم فصل هذه الممرات بواسطة ثلاثة أزواج من الزوائد الأنفية والنتوءات المخاطية المرتبطة بها. وتُبطّن غالبية تجويف الأنف الظهارة التنفسية المُكوّنة من طبقات متعددة من الخلايا الهدبية. وتعمل هذه الخلايا على احتجاز الشوائب من الهواء المُستنشق وترطيبه. كما تعمل الشبكات الوريدية العديدة في الغشاء المخاطي على تدفئة الهواء. يُفتح الممر الأنفي العلوي على قسم مُبطّن بالظهارة الشمية. وتبلغ مساحة الظهارة الشمية لدى الكلب ما بين 60 و170 سم² في المتوسط، بينما تبلغ مساحتها لدى الإنسان 5 سم² فقط. ويُصبّ في تجويف الأنف الغدة الأنفية الجانبية الكبيرة (gl. lateralis nasi) التي يُفرز سائلها الخفيف من الفتحتين ويُرطّب الغشاء المخاطي للأنف بشكل مستمر. كما يُصبّ القناة الدمعية في تجويف الأنف. ويمتلك الكلب جيوبًا أنفية جانبية، واحدة أكبر في عظم الجبهة وأخرى أصغر في الفك العلوي. وينتقل تجويف الأنف عبر قمع الأنف إلى البلعوم الأنفي.
في منطقة البلعوم، تتقاطع مجرى الجهاز التنفسي مع الجهاز الهضمي. وعند البلع، يتم إغلاق مدخل الحنجرة بواسطة لسان المزمار. تقع الأوتار الصوتية في حنجرة الكلب، مما يسمح له بالنباح والعواء. الحنجرة هي آخر جزء من الجهاز التنفسي العلوي، يليه الجهاز التنفسي السفلي: القصبة الهوائية للكلب هي أنبوب صلب مُقوى بـ 42-46 حلقة غضروفية، وهي مستديرة في المقطع العرضي ومبطنة بغشاء مخاطي مع ظهارة رمشية متعددة الطبقات. تدخل القصبة الهوائية إلى صدر الكلب وتنقسم فوق قاعدة القلب إلى شعبيتين هوائيتين تدخلان إلى الرئتين. الرئة اليمنى أكبر بكثير من الرئة اليسرى، وهي مقسمة بعمق إلى أربع فصوص معلقة على ساق رئوي مكون من القصبة الهوائية والأوعية الدموية. وتنقسم الرئة اليسرى بشكل مشابه إلى ثلاث فصوص. من خلال تقسيم الشعب الهوائية، يتكون ما يسمى بالشجرة الرئوية، حيث ينتج عن التقسيم الأخير القصيبة الرئيسية، التي تنقل الهواء إلى الحويصلات الهوائية. هناك تبادل للغازات بين الهواء والدم.
أثناء الاستنشاق، أهم عضلة هي الحجاب الحاجز، الذي يلعب دورًا في الشهيق، مع عضلات الجهاز التنفسي الأخرى، مثل عضلات الضلوع الخارجية أو العضلات المائلة. الزفير هو عملية سلبية في الظروف العادية. بينما في حالة ضيق التنفس، تشارك عضلات البطن أيضًا.

بالإضافة إلى التنفس نفسه، يلعب الجهاز التنفسي للكلب دورًا مهمًا في تنظيم درجة حرارة الجسم. في درجات حرارة مرتفعة، يسرع الكلب من معدل تنفسه ويبرد عن طريق تبخر الإفرازات من السطح الداخلي للجهاز التنفسي.

قطع الرأس
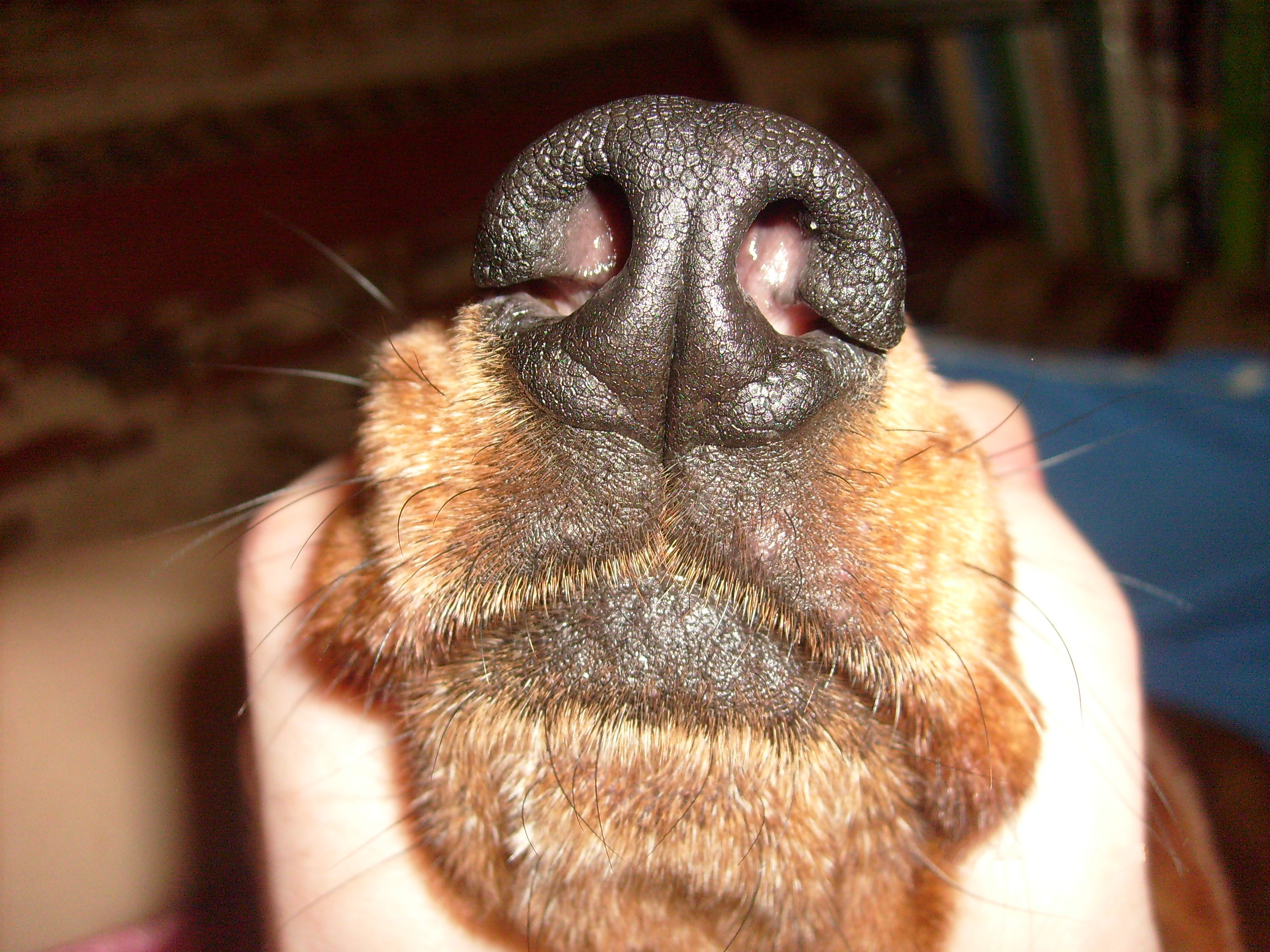
أنف الكلب - تظهر الغشاء المخاطي الوردي لدهليز تجويف الأنف
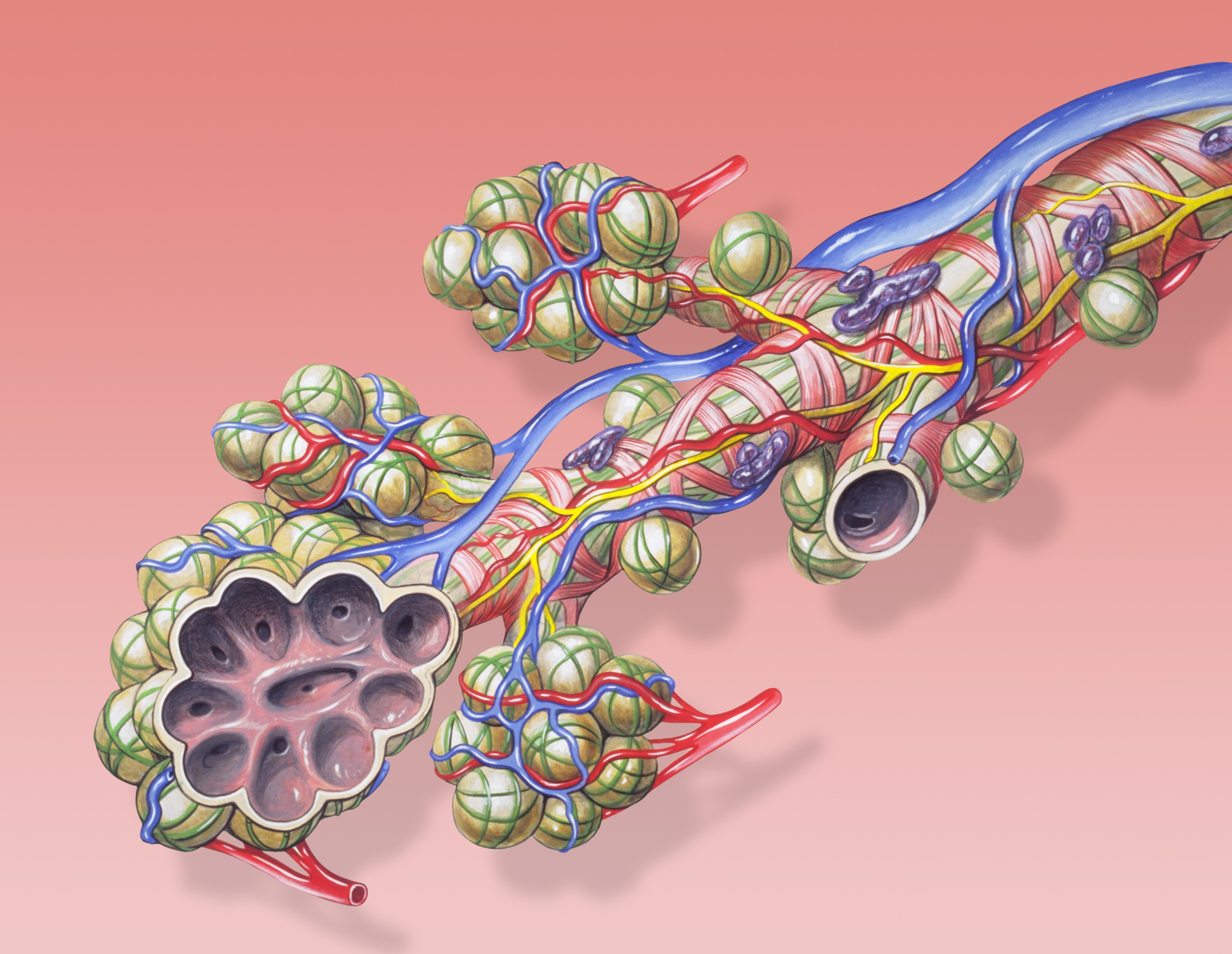
القصبات الهوائية والحويصلات الهوائية
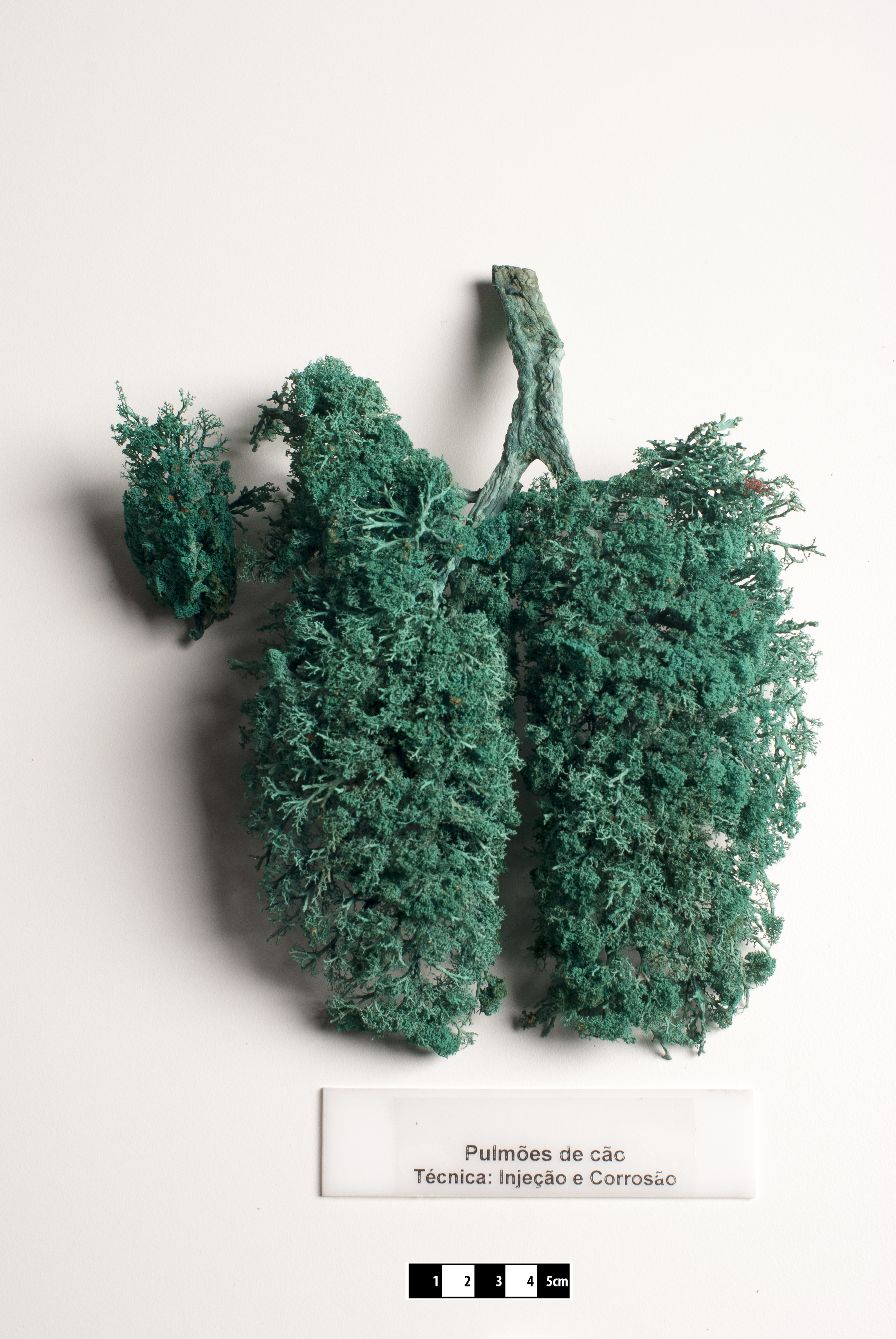
رئة
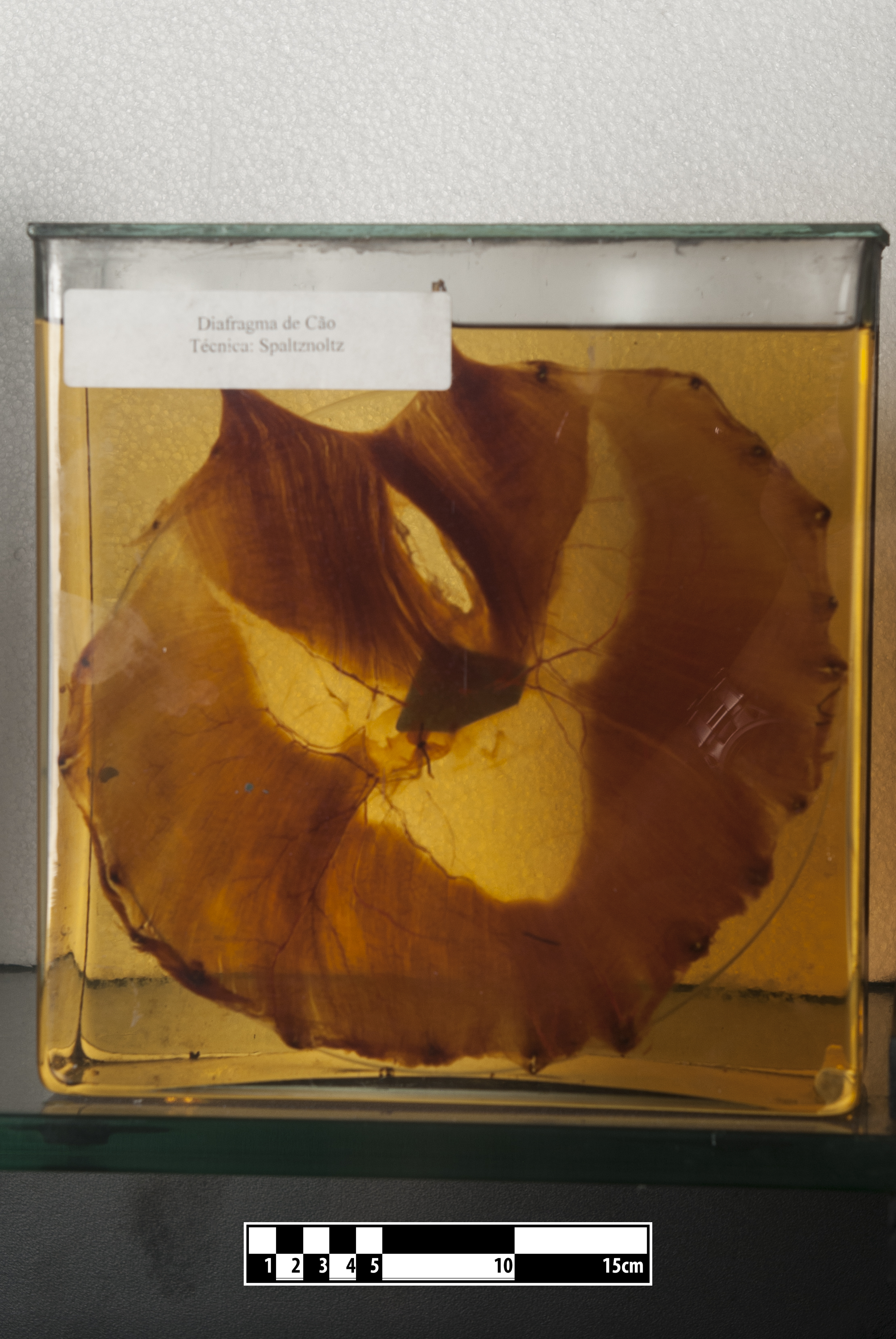
الحجاب الحاجز

## الجهاز البولي للكلب

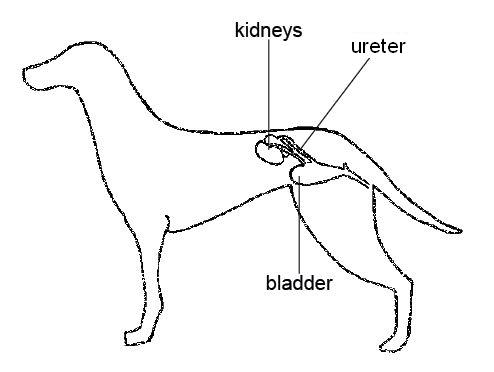
الجهاز البولي عند الكلب

يتكون الجهاز البولي للكلب من زوج من الكلى، تقعان بالقرب من سقف تجويف البطن. تشكل الكلى 0.6٪ من وزن الكلب، ويبلغ طولها 2.5 إلى 3.2 ضعف طول فقرة الظهر، بينما يبلغ عرضها 1.4 إلى 1.8 ضعف عرض فقرة الظهر. تكون كلى الذكور أكبر من كلى الإناث. تكون الكلى اليسرى أكثر حرية وحركة، وأثقل من الكلى اليمنى، وتعلق بين الفقرتين الظهرية الثانية والخامسة. بينما تقع الكلى اليمنى في تجويف في الفص الذيل للكبد، مما يجعلها أكثر ثباتًا في تجويف البطن، وتقع مقدمتها عند الضلع الثاني عشر، بينما يصل الجزء الخلفي إلى مستوى الفقرتين الظهرية الثانية والثالثة.
تكون الكلى على شكل حبة فاصولياء، وسطحها أملس، وتنقسم إلى قشرة ونخاع. تبلغ سماكة قشرة الكلى 3-8 مم وتحتوي على الوحدات الوظيفية الرئيسية للكلى، وهي الكليون. يتكون النخاع من أهرامات ملتصقة تمامًا، لذلك تصب القنوات الناقلة الفردية في الحوض الكلوي على حليمة واحدة مشتركة على شكل مشط (crista renalis)، مما يميز كلى الكلب عن كلى الإنسان، حيث تصب القنوات بشكل منفصل على الكؤوس الكلوية الخاصة بها.
من الكلى، تخرج الحالبان، ويبلغ طول الحالب لدى الكلب متوسط الحجم حوالي 12-16 سم، ويكون لدى الذكور أطول من الإناث. تصب الحالبان في المثانة البولية. لا تختلف بنية المثانة البولية عن بنية المثانة البولية للإنسان، فهي تمتد بعمق في تجويف البطن، ويمكن أن تصل إلى السرة عند امتلائها بالكامل. قناة البول لدى الذكور طويلة جدًا، حيث تمر عبر القوس المقعدي، وتوضع مع الجسم الانتصابي في أخدود في القضيب، وتستمر حتى رأس الحشفة، حيث تصب. بينما لدى الإناث، تكون قناة البول قصيرة، وتستمر بعد المرور عبر القوس المقعدي على طول الجدار السفلي للمهبل، وتصب في الدهليز الفرجي.

## الجهاز الدوري

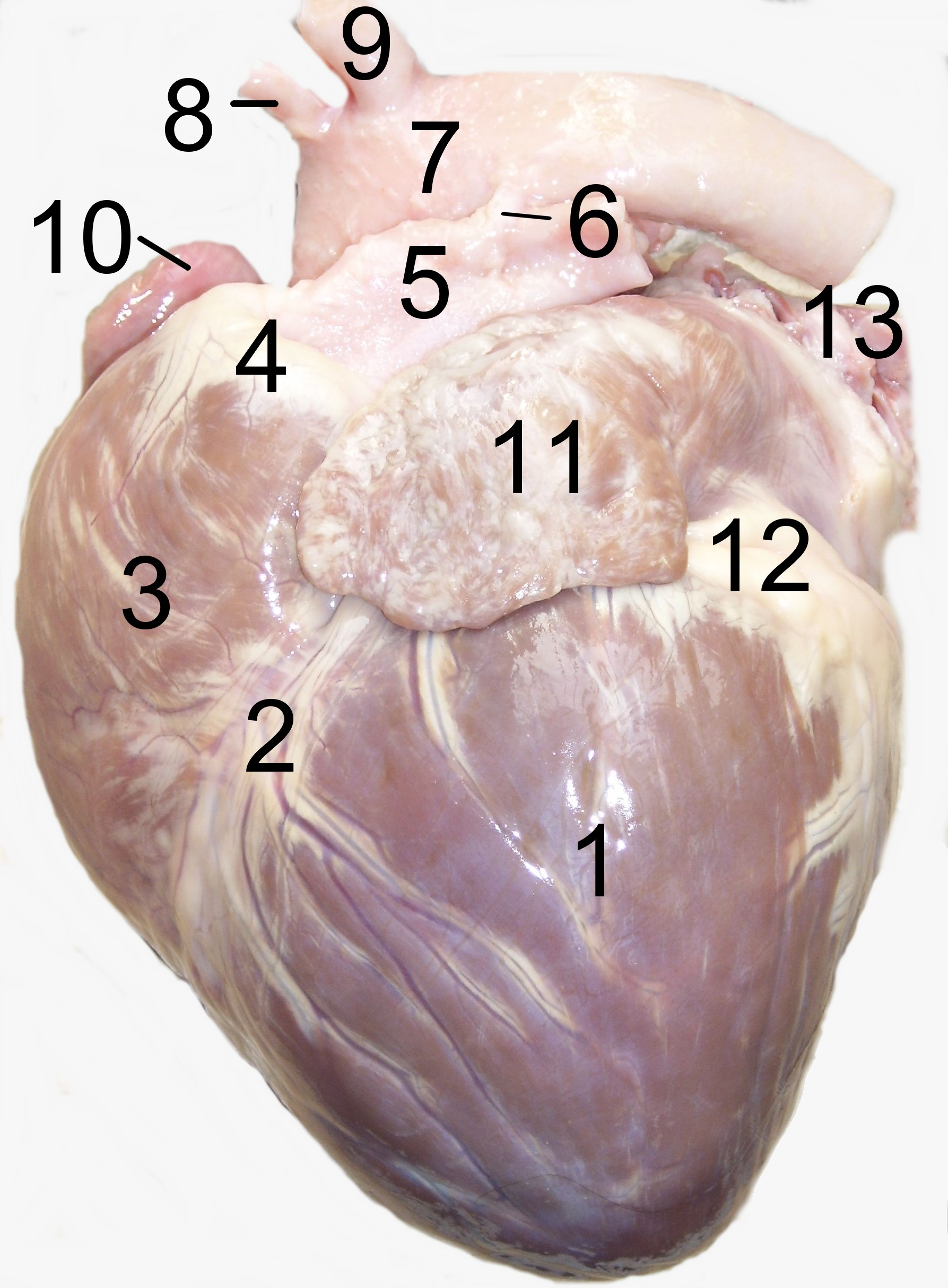
1. البطين الأيسر 2.الثلم بين البطينين الأمامي3.البطين الأيمن 4.مخرج الشريان الرئوي 5.الجذع الرئوي 6.الثلم بين البطينين الأمامي 7.القوس الأورطي 8.الجذع الرأسي العضدي 9.الشريان تحت الترقوة الأيسر 10.الأذين الأيمن 11.الأذين الأيسر 12.الثلم بين البطينين الأمامي 13.الأوردة الرئوية

الجهاز الدوري للكلب هو نظام مغلق من الأوعية الدموية، مقسم إلى الدورة الدموية الكبرى والدورة الدموية الصغرى. يتم الحفاظ على الدم في الدورة الدموية من خلال تقلصات منتظمة للقلب.
قلب الكلب كبير نسبيًا، يمثل 0.7٪ من وزن الحيوان. يوجد في الوسط الصدري، أي في الصدر بين الرئتين وعظم القص و الحجاب الحاجز، عند النظر من الجانب يكون مائلًا إلى حد ما على عظم القص، و يميل محوره الطويل مع عظم القص بزاوية 40 درجة. تقع قاعدة القلب في مستوى منتصف الضلع الأول في نطاق الضلوع من 3 إلى 6، و يشير طرف القلب إلى غضروف الضلع السابع. بالمقارنة مع الإنسان، يقع القلب أكثر في الوسط، حيث تقع 3/7 من القلب على الجانب الأيمن من الصدر.

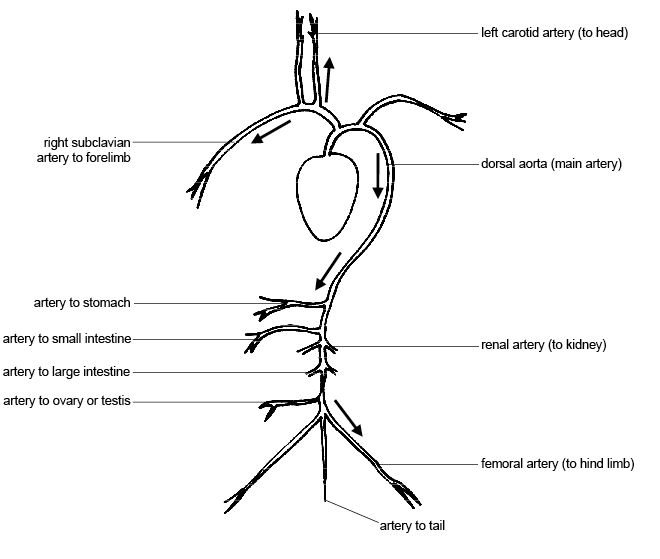
المخطط - الشرايين الرئيسية للدورة الدموية الكبيرة للكلب

### الدورة الدموية الكبيرة للكلب
يخرج الأورطي الصاعد من البطين الأيسر للقلب، حيث تنبثق الأوعية الدموية التي تغذي القلب بالدم - الشرايين التاجية. يغذي الشريان التاجي الأيسر قلب الكلب بشكل أكبر، بينما يغذي الشريان التاجي الأيمن جدار البطين الأيمن فقط. ينتقل الأورطي الصاعد إلى القوس الأورطي، ومنه تنبثق فروع لتزويد الرأس والرقبة والأطراف الصدرية بالدم - الجذع الرأسي العضدي (الذي يتفرع منه الشريان السباتي الأيمن والأيسر و الشريان السطحي للرقبة على الجانب الأيمن و شرايين الصدر و الشريان تحت الترقوة الأيمن) و الشريان تحت الترقوة الأيسر، الذي ينقسم إلى الشريان اللوحي الأيسر و الشريان السطحي للرقبة على الجانب الأيسر و الشريان العميق للرقبة على الجانب الأيسر وأخيرًا ينتقل إلى الشريان الإبطي الأيسر الذي يغذي الأطراف الصدرية اليسرى بالدم.
يمر الجزء النازل من الأورطي عبر التجويف الصدري والبطني، ولذلك ينقسم إلى قسمين - الجزء الصدري و الجزء البطني. من الجزء الصدري تنبثق فروع صغيرة لتزويد الرئتين والمريء والتامور والوسط الصدري بالدم، بالإضافة إلى الشرايين بين الضلوع. من الجزء البطني تنبثق فروع مهمة لتزويد الأعضاء البطنية بالدم، بالإضافة إلى فروع لتزويد الأطراف الحوضية بالدم.
الوريد الأجوف العلوي ينقل الدم غير المؤكسد من الجزء الأمامي من الجسم، حيث يصب فيه الوريد العضدي الرأسي الأيمن والأيسر. يتدفق الدم إلى الوريد الأجوف العلوي من الوريد الوداجي الداخلي والخارجي والوريد الإبطي. الوريد الأجوف السفلي ينقل الدم من الجزء الخلفي من الجسم، حيث يجمع الدم من أوردة الأعضاء البطنية الداخلية و الوريد الفرد الأيمن.

### الدورة الدموية الصغيرة للكلب
تشبه الدورة الدموية الصغيرة للكلب تلك الموجودة عند الإنسان. تتكون من الشريان الرئوي الذي يخرج من البطين الأيمن ويتفرع في الرئتين، و الأوردة الرئوية التي تجمع الدم المؤكسد من الرئتين وتنقله إلى الأذين الأيسر.

## الجهاز اللمفاوي

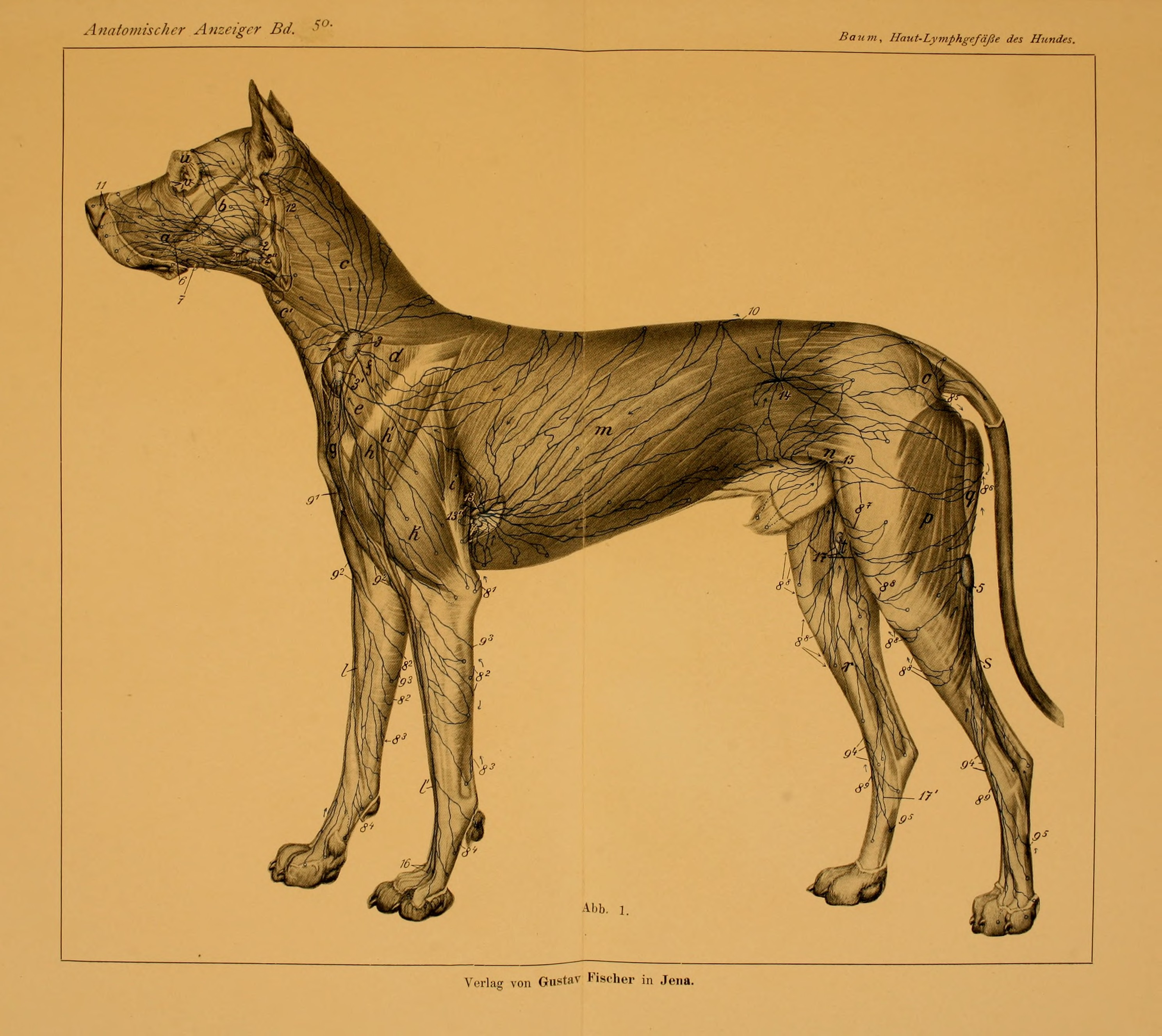
الأوعية الليمفاوية السطحية للكلب

يُعدّ الجهاز اللمفاوي للكلب مسؤولًا عن إعادة امتصاص اللمف المتكون من سائل الأنسجة إلى الأوردة، ويؤدي وظيفة أساسية في الجهاز المناعي. تتواجد العقد اللمفاوية على طول الأوعية اللمفاوية، حيث تتواجد خلايا الدم البيضاء، خاصةً الخلايا اللمفاوية والبلعمية، التي تعمل على تدمير مسببات الأمراض. أثناء مقاومة العدوى (أو عند وجود التهاب موضعي)، تتضخم العقدة اللمفاوية أو العقد اللمفاوية المسؤولة عن تصريف اللمف من المنطقة المصابة. يمكن الكشف عن هذا التضخم عن طريق اللمس. يوجد على جسم الكلب العديد من العقد اللمفاوية التي يمكن فحصها أثناء الفحص السريري. تشمل هذه العقد، العقد اللمفاوية خلف الأذنين، العقد اللمفاوية تحت الفك السفلي، العقد اللمفاوية العنقية السطحية، العقد اللمفاوية الإبطية الثانوية، العقد اللمفاوية الأربية، العقد اللمفاوية تحت الركبة، لا يمكن لمس العديد من العقد اللمفاوية الأخرى، حيث تتواجد أيضًا في الصدر أو على الأربطة التي تعلق الأمعاء.
تُشكل اللوزتين لدى الكلب حلقة والديِر اللمفاوية، حيث يمتلك الكلب لوزتين حلقيّتين، إحداهما هي اللوزة الحنكية، وهي متطورة بشكل جيد. بينما تتكون اللوزة اللسانية، ولوزة الحنك الرخو، والمنطقة المحيطة باللسان من أنسجة لمفاوية منتشرة في الغشاء المخاطي فقط، كما أن اللوزة الأنفية غير بارزة.
الطحال هو أكبر عضو في الجهاز اللمفاوي. يتميز بلونه الأحمر وشكلِهِ المثلثي، ويبلغ طوله 10-20 سم، وعرضه 2-4 سم، ووزنه 8-150 جرامًا. يرتبط الطحال بالمعدة بواسطة الرباط، لذلك يعتمد موقعه في تجويف البطن على امتلاء المعدة. عندما تكون المعدة فارغة، يقع الطحال على الجانب الأيسر من البطن بين المعدة والكلى اليسرى وجدار البطن. يُعدّ الطحال مسؤولاً عن تصفية الدم من الخلايا الدموية الحمراء القديمة والميتة، بالإضافة إلى تخزين الصفائح الدموية والخلايا البيضاء.
الغدة الزعترية هي عضو فصي أصفر رمادي اللون، حيث يتميز بتمايز ونضج الخلايا الليمفاوية التائية قبل الولادة وعند الجراء. وتكون على شكل فصوص زوجية وتقع في الجزء العلوي من تجويف الصدر فوق عظمة الصدر. لا يبقى من الغدة الزعترية عند الكلاب البالغة سوى بقايا صغيرة.

## الجهاز العصبي

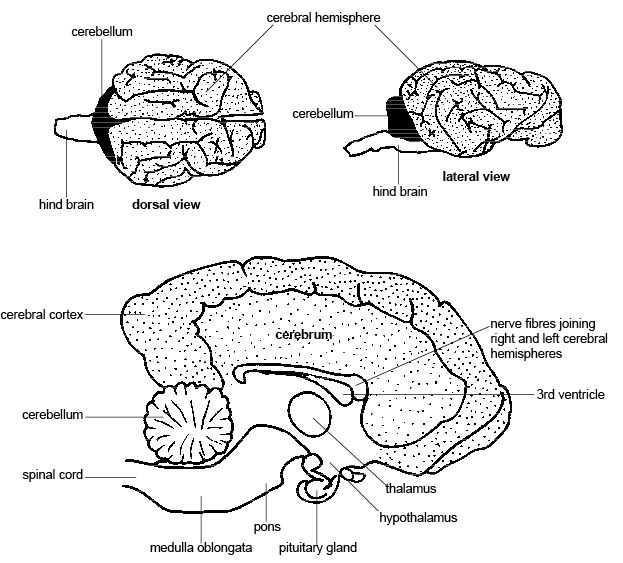
دماغ الكلب

يتشابه الجهاز العصبي للكلب مع الجهاز العصبي للفقاريات، بما في ذلك الإنسان. يقع مركز الجهاز العصبي في الدماغ داخل الجمجمة، ويزن 68-135 جرامًا اعتمادًا على حجم الكلب. تتميز فصوص الشم عند الكلب بحجمها الكبير، حيث تزن 60 جرامًا وتُساعد الكلب على تمتع بحاسة شم قوية للغاية بينما تبلغ هذه النسبة لدى الإنسان ربع ذلك. يمتد الحبل الشوكي عبر القناة الفقرية حتى آخر فقرة قطنية سابعة، ثم يتفرع إلى الأعصاب الشوكية. يُعدّ الجهاز العصبي المحيطي مسؤولًا عن نقل المعلومات من وإلى جميع أجزاء جسم الكلب.

### الجهاز الحسي للكلب
يحصل الكلب على معلومات عن محيطه من خلال الجهاز الحسي. يمتلك الكلب، مثل الإنسان، خمس حواس أساسية: البصر، السمع، الشم، اللمس والتذوق، لكن أهميتها بالنسبة للكلب وكمية ونوعية المعلومات التي تقدمها مختلفة تمامًا عن تلك الموجودة لدى الإنسان.

#### حاسة الشم
تشير التقديرات إلى أنه أكثر حساسية بحوالي 100000 مرة إلى مليون مرة من حاسة الشم لدى البشر. ويرجع ذلك إلى المساحة الكبيرة للغشاء المخاطي للشم وعدد المستقبلات الشمية، حيث يمتلك كلب الراعي الألماني 225 مليون خلية شمية، بينما يمتلك كلب السلوقي 300 مليون، بينما يمتلك الإنسان 5 ملايين فقط. يتم ترطيب الغشاء المخاطي للشم والتجويف الأنفي بالكامل، بما في ذلك الأنف، باستمرار بإفرازات الغدد التي تذيب جزيئات الرائحة. يتم نقل المعلومات عبر بصلات الشم إلى الدماغ، حيث يكون الجزء المسؤول عن تقييم الإدراك أكبر بـ 40 مرة من الجزء المقابل من دماغ الإنسان بالنسبة لحجم الدماغ الكلي. يمكن للكلاب شم بصمة إصبع بشرية عمرها أسبوع ومن عينات رائحة النفس أو البراز البشري، يمكنهم اكتشاف سرطان الرئة أو القولون بدقة تتراوح بين 88 و 97٪.

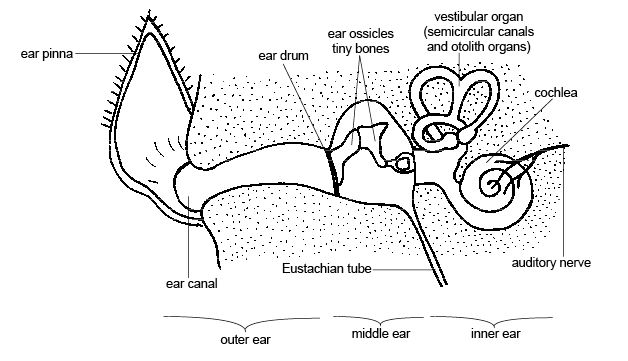
رسم تخطيطي لبناء أذن الكلب

بالإضافة إلى الجهاز الشمى في الجزء الخلفي من التجويف الأنفي، يمتلك الكلب أيضًا عضو جاكبسون الذي يستخدم بشكل أساسي للكشف عن الفيرومونات والتأكد من أنثى الكلب في حالة شبق. لذلك، قد يسيل لعاب الكلب الذي يشم أنثى في حالة شبق ويصدر صوتًا طقطقة بأسنانه، وذلك لأن المزيد من اللعاب يمر عبر عضو جاكبسون مع الروائح المذابة.

#### حاسة السمع
يعتبر السمع ثاني أهم حاسة لدى الكلب. تتكون الأذن، عضو السمع، من ثلاثة أجزاء: الأذن الخارجية، وتتكون من صيوان الأذن المتحرك وقناة الأذن، والتي تنتهي بطبلة الأذن. الأذن الوسطى، الت تقع في تجويف في عظم الصدغ وتتكون بشكل أساسي من ثلاث عظيمات سمعية - المطرقة والسندان والركاب - والتي تنقل الاهتزازات من طبلة الأذن إلى النافذة البيضاوية للأذن الداخلية. والأذن الداخلية، وتتكون من القوقعة المملوءة بالسائل وتحتوي على مستقبلات سمعية وجهاز توازن. نطاق السمع لدى الكلب أكبر من نطاق السمع لدى الإنسان، حيث يدرك الكلب الصوت بترددات من 67 هرتز إلى 45000 هرتز (أو 100 كيلو هرتز حسب بعض المصادر). تمنح الحساسية العالية وصيوان الأذن المتحرك الكلب سمعًا استثنائيًا لا مثيل له في السمع البشري. يمكن للكلب سماع الضوضاء على مسافة 24 مترًا، بينما يسمعها الإنسان على مسافة 3-4 أمتار فقط. كما يتمتع الكلب بقدرة ممتازة على إدراك تغيرات الأصوات والنغمات.

#### حاسة البصر

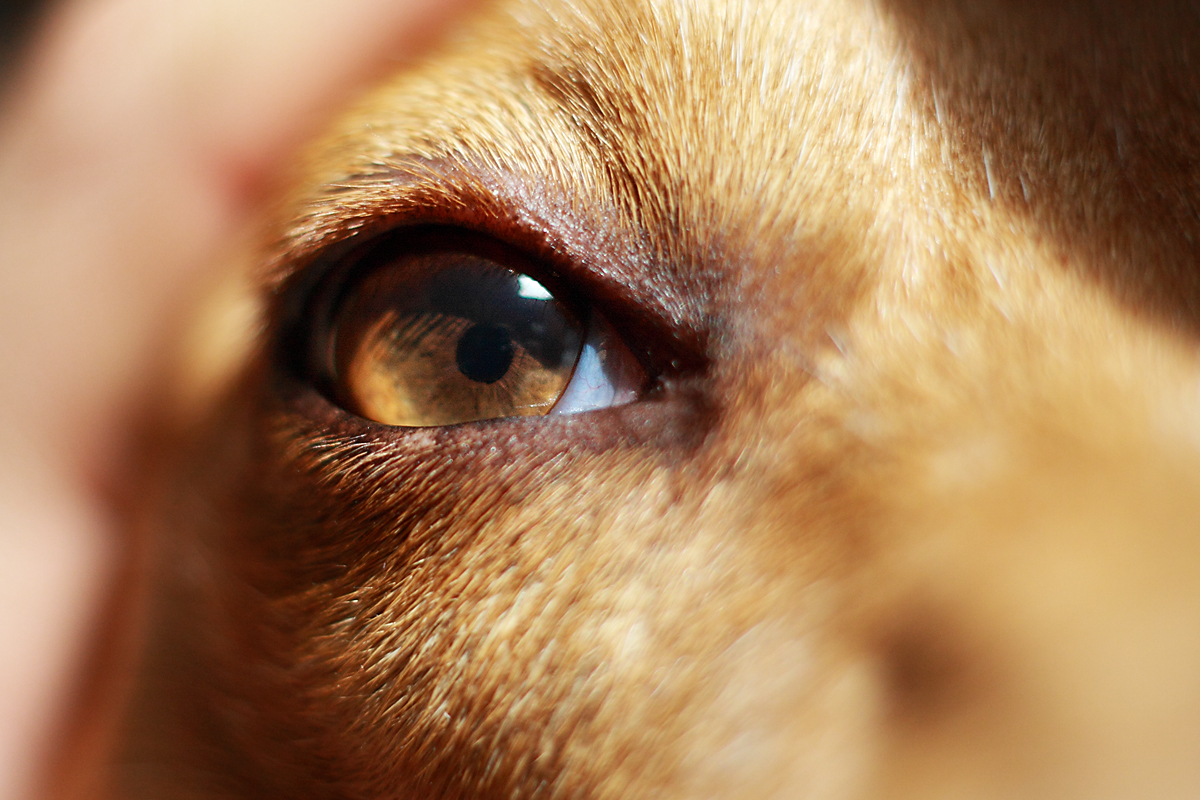
عين الكلب

تتشابه عيون الكلاب مع عيون البشر، لكنها تختلف في العديد من الجوانب. تتميز عيون الكلاب بشكلها المسطح أكثر من عيون البشر، كما أن عدستها لا تمتلك نفس قدرة التركيز الموجودة لدى الإنسان، مما يعني أن الصورة التي يراها الكلب قد لا تكون حادة كالتي يراها الإنسان. يُعاني الكلاب من قصر النظر، حيث لا يرون بوضوح على المسافات القصيرة، ويعتمدون بشكل أساسي على حاسة الشم واللمس لاستكشاف الأشياء القريبة. من ناحية أخرى، تمتلك عيون الكلاب، مثل عيون جميع الحيوانات المفترسة، طبقة عاكسة تسمى "البِساط الشَّفَّاف" خلف الشبكية، والتي تسمح برؤية جيدة في الإضاءة المنخفضة. كما تتميز عيون الكلاب بحساسية عالية للحركة، حيث يمكنهم تمييز الأشياء المتحركة على مسافة تصل إلى 900 متر. تحتوي شبكية العين لدى الكلاب على عدد أكبر من الخلايا الضوئية تسمى "خلايا عصوية" ، والتي تسمح برؤية أفضل للتباين. على عكس البشر، يمكن للكلاب تمييز درجتين متجاورتين على مقياس من خمسين درجة من اللون الرمادي، وتمييز دائرة عن شكل بيضاوي بنسبة 9:8. تتميز عيون الكلاب بوجود بؤبؤ أكبر وموقع جانبي أكثر مقارنة بعيون الإنسان، مما يوفر رؤية محيطية أفضل، لكنه يحد من الرؤية المجسمة. تختلف قدرة الكلاب عن قدرة الإنسان على معالجة الصور، حيث تفقد عيون الإنسان قدرتها على تمييز الصور الفردية وتراها كصورة متصلة عند تردد 50-60 هرتز، بينما يمكن للكلاب رؤية وميض الصورة حتى تردد 70 هرتز. لذلك، يرى الكلاب التلفزيون كشاشة وميضة.
يُعتقد أن الكلاب تعاني من عمى الألوان، لكن هذا لا يعني أنها لا ترى أي ألوان على الإطلاق. لا تستطيع الكلاب تمييز الألوان البرتقالية والأصفر والأخضر، وربما تراها كدرجات مختلفة من اللون الأصفر. كما ترى اللون الأحمر كبني داكن أو أسود، بينما ترى اللون الأزرق، لكن لا تستطيع تمييزه عن اللون البنفسجي. يُعرف هذا النوع من ضعف تمييز الألوان عند البشر باسم "عمى مزدوج".
تتميز عيون الكلاب بوجود غدة دمعية كبيرة وغدة هارديريان أصغر على الجفن الثالث. تعمل الغدد الدمعية على إفراز الدموع التي تُغسل سطح العين وتُحافظ على رطوبتها. بينما تُفرز غدة هارديريان مادة زيتية تُساعد على إبقاء سطح العين رطبًا أيضًا. تُصرف الدموع الزائدة من العين عبر القناة الدمعية إلى تجويف الأنف. في بعض سلالات الكلاب ذات الوجه القصير، تكون القناة الدمعية ضيقة للغاية، مما يؤدي إلى تدفق الدموع خارج العين وتلطيخ الفراء حول العينين باللون البني.

#### حاستي التذوق واللمس
على الرغم من امتلاك الكلب لعدد أقل من براعم التذوق مقارنة بالبشر (حوالي سدس العدد)، إلا أنه يُعتقد أن حاسة الشم تلعب دورًا أكبر في تمييزه للطعام. تتركز براعم التذوق لدى الكلب بشكل أساسي على طرف اللسان، وتسمح له بتمييز الطعم الحلو، المر، الحامض، والمالح. بما يخص حاسة اللمس فأن الكلاب تمتلك شعورًا حسيًا متطورًا يتمثل في وجود شعر حسي في محيط الأنف، على الشفة العليا، فوق العينين، وعلى الذقن. يستخدم الكلب هذا الشعر لاستكشاف الأشياء القريبة والرد على التغيرات في تدفق الهواء. وتلعب الوسادات الموجودة على أقدام الكلب دورًا هامًا في حاسة اللمس، حيث تحتوي على عدد كبير من النهايات العصبية التي تسمح له بحس دقيق بالمحيط.
يُعتقد أن الكلاب تمتلك ما يُعرف بـ "الحاسة السادسة". تشمل هذه القدرات الشعور بالزلازل حيث يُقال أن الكلاب لديها القدرة على الشعور باقتراب الزلازل قبل حدوثها. وتتمتع الكلاب بحاسة اتجاه ممتازة، قد تكون ناتجة عن قدرتها على استشعار المجال المغناطيسي للأرض، أو ببساطة بسبب ذاكرة شم قوية.

## الجهاز التناسلي

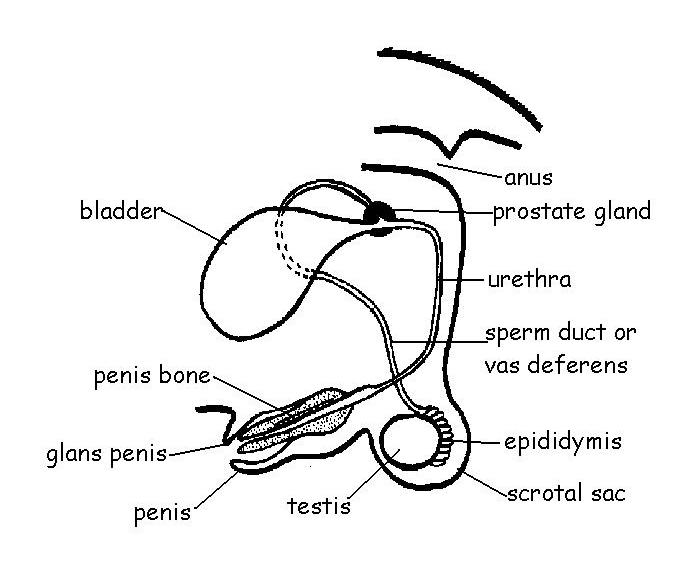
رسم تخطيطي للأعضاء التناسلية للكلب الذكر

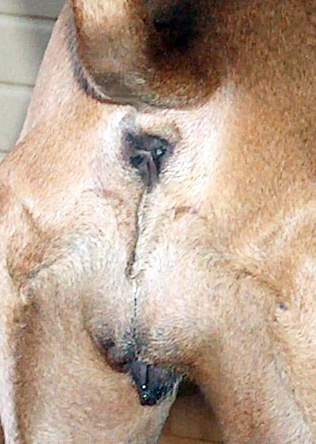
فتحة الشرج والفرج عند الانثى

يخدم الجهاز التناسلي للكلب في تكوين الجراء. وتشكل الأعضاء التناسلية المختلفة للذكور والإناث أساسًا للتباين الجنسي، حيث تظهر أيضًا الصفات الجنسية الثانوية بعد البلوغ لدى الكلاب - حيث يكون الذكر أكبر وأقوى من الأنثى وله رأس أكثر خشونة وعرضًا، بينما تكون الإناث أصغر وأكثر رقة.

### الأعضاء التناسلية للذكر
الأعضاء التناسلية للكلب الذكر هي الغدد الجنسية - الخصيتان مع البربخ - الموجودة بشكل دائم في كيس الصفن، حيث تنزل عادةً خلال شهرين من العمر. تستمر قناة البربخ في القناة المنوية، التي تصب في مجرى البول عند الارتفاع المنوي. للكلب غدة جنسية إضافية واحدة، وهي البروستاتا، وهي كبيرة نسبيًا بحجم بندق أو كستناء. يصب مجرى البول في قمة حشفة القضيب. ينفصل القضيب عند الكلب بجذورين من عظم العجز ويتكون من أجسام انتصابية. الحشفة مستطيلة ومزودة أيضًا بجسم انتصابي، والذي يشكل البصلة القضيبية في الجزء الخلفي. كما أن حشفة القضيب مدعومة بعظم القضيب. يمتد القضيب بالكامل إلى السرة ويوجد في الغلفة، حيث يخرج عند الإثارة.

### الأعضاء التناسلية للأنثى
توجد الغدد التناسلية للأنثى، المبايض، في تجويف البطن، خلف الكلى على مستوى الفقرة القطنية الثالثة إلى الرابعة، في كيس المبيض ويبلغ حجمها 1-2 سم. ترتبط قمع المبيض بقناة فالوب. لدى الكلب، يكون على شكل أنبوب رفيع بطول 4-7 سم، ويفتح على قمة القرن الرحمي المقابل. لدي الأنثى رحم ذو قرنين على شكل حرف Y. تمتد قرون الرحم بشكل مستقيم في الحوض، وعند الانتقال من تجويف البطن إلى تجويف الحوض، تتحد في جسم رحم قصير، متبوعًا بعنق الرحم. المهبل طويل وينتهي بفتحة المهبل، والتي تكون محمية بغشاء البكارة لدى الإناث غير الولود. تتصل قاعة المهبل، التي تحيط بها الشبكية بالمهبل عند مصب مجرى البول. توجد الغدد الدهليزية الصغيرة في غشاء قاعة المهبل. الأعضاء التناسلية الخارجية تشكل الفرج، أو الشعير، ويتكون من شفتين. يتم التحكم في الشفرين بواسطة عضلات قصيرة، مما يجعل الفرج متحركًا ويمكن للأنثى المتشنجة أن تقربه بشكل فعال من مكان شعورها بقضيب الكلب أثناء التزاوج.

## الغدة خارجية الإفراز
يتكون جهاز الغدة خارجية الإفراز لدى الكلب من الغدد الداخلية، مثل الغدد اللعابية، والغدد الموجودة في الغشاء المخاطي للأمعاء، والبنكرياس، وغدد الأنف، والتي تم وصفها في الفصول ذات الصلة. سيتم وصف الغدد التي تفتح على سطح الجسم في القسم التالي.

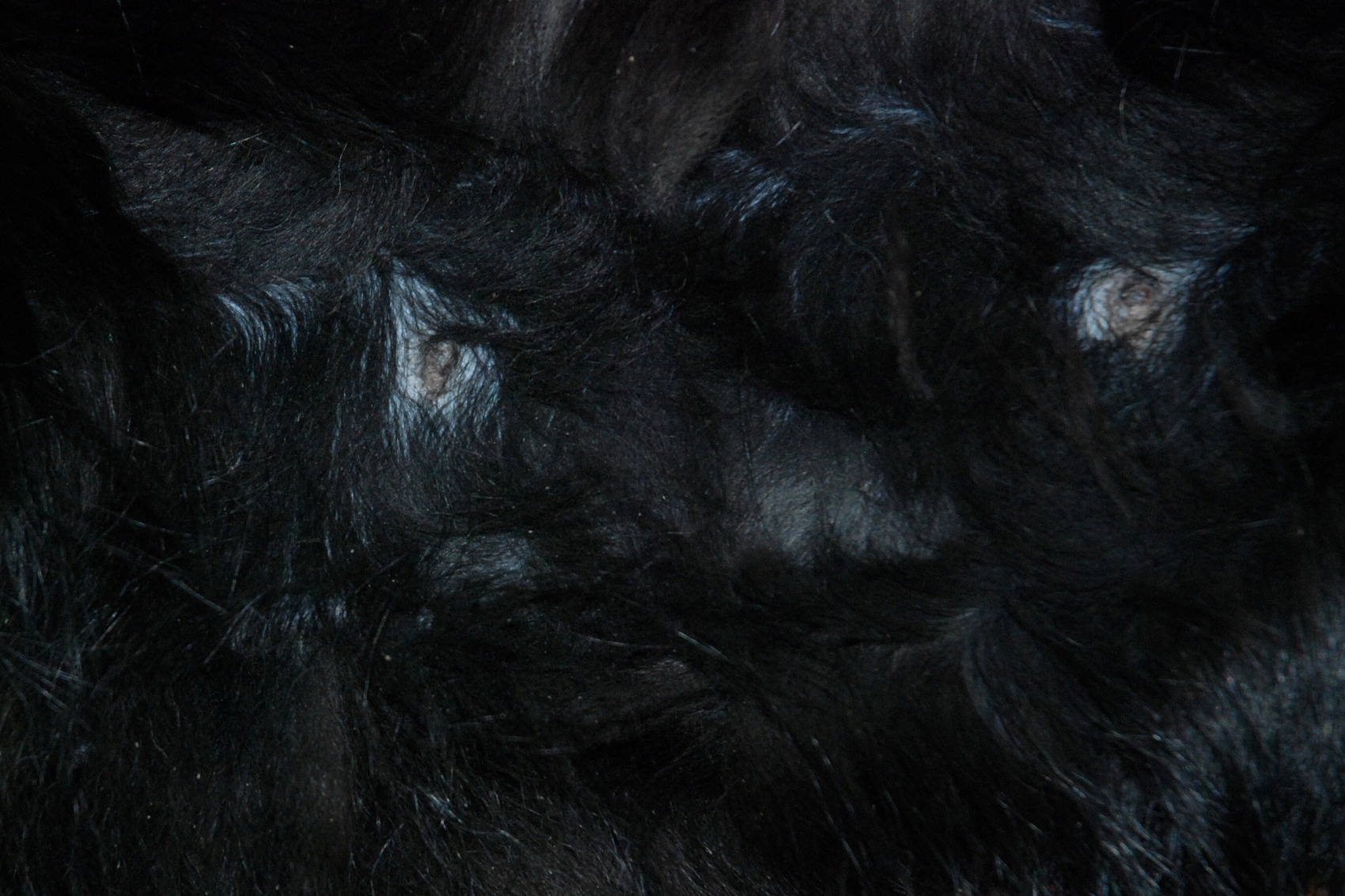
حلمات الكلب

### الغدة الثديية
الغدة الثديية للكلب هي غدة جلدية مفرزة معدلة، يخدم إفرازها، وهو الحليب، في تغذية الجراء حديثي الولادة. لدى الكلب ما يسمى بنوع الغدة الثديية الأربية - تقع أزواج الضرع خلف بعضها البعض في حزام يمتد من الصدر إلى الفخذ، وعادة ما يكون هناك خمسة أو ستة على كل جانب، وأقل في السلالات الصغيرة. من الممكن أيضًا أن يكون عددهم فرديًا. على رأس كل حلمة، يفتح 8-12 قناة حلمة منفصلة لوحدات غدية منفصلة. تزداد نسبة النسيج الحشوي الغدي خلال الشبق وبعده خصوصًا، عندما يستمر تركيز البروجسترون مرتفعًا في الجسم. حتى لو لم تكن الأنثى حاملًا، يمكنها في ظل ظروف معينة بدء إنتاج الحليب، وتسمى هذه الحالة الحمل الكاذب.

### غدد الرائحة
يعتمد تواصل الكلاب بشكل أساسي على الرائحة، ولذلك فهي مزودة بالغدد المسؤولة عن إفراز هذه الروائح. توجد ثلاثة أنواع من الغدد حول فتحة الشرج لدى الكلب:
- الغدد الشرجية من النوع الأول: هي غدد صغيرة متفرعة ذات بنية أنبوبية حويصلية، تتجمع هذه الغدد في الغشاء المخاطي للشرج على اتصال بالعضلة العاصرة الداخلية للشرج، تفتح هذه الغدد في المنطقة الوسطى للقناة الشرجية.[63]
- الغدد الشرجية من النوع الثاني: هي غدد فصيصية إفرازية كلية موجودة في جلد المنطقة المحيطة بفتحة الشرج، تفتح قنوات هذه الغدد أيضًا في المنطقة المحيطة بفتحة الشرج، وهي عبارة عن غدد دهنية معدلة، إفرازها مخاطي ويحتوي على البروتيوغليكان والدهون والفيرومونات، نشاطها مرتبط بالنشاط الجنسي للحيوان.
- الأكياس الشرجية هي عبارة عن جيوب صغيرة تشبه الأكياس موجودة على جانبي فتحة الشرج، تتراوح أحجامها بين 5 و 30 ملم. تحتوي جدران هذه الأكياس على غدد إفرازية، وتفرز هذه الغدد سائلًا ذا رائحة قوية يتراوح لونه بين الأصفر والبني. يتم إفراز هذا السائل بشكل لا إرادي عند التوتر أو التبرز، ويلتصق بالبراز.

الغدة الفوق ذيلية هي غدة رائحة أثرية موجودة على الجانب العلوي من الذيل تقريباً فوق الفقرة الذيلية التاسعة، على بعد 3-9 سم من قاعدة الذيل. إفرازها ذو طبيعة شمعية، وعند زيادة نشاطها، يلتصق الشعر فوق قاعدة الذيل، مما يعتبر عيبًا جماليًا. يمكن أيضًا تصنيف الغدد القلفة للذكور على أنها غدد رائحة.

### الغدد العرقية
الكلاب تمتلك عدد قليل جدًا من الغدد العرقية الحقيقية (الإكرينية) المسؤولة عن التبريد مقارنةً بالعديد من الغدد العرقية (الأبوكريانية) المسؤولة عن إفراز الروائح الموجودة في جلد منطقة الفخذ والفرج والكتفين والرقبة. تنتشر هذه الغدد أيضًا بكثرة على سطح وسادات الأصابع في الكفوف، حيث يوجد ما بين 400 و 500 غدة لكل سنتيمتر مربع. تُفرز هذه الغدد موادًا كيميائية تُستخدم في تحديد المنطقة. فعندما يحفر الكلب بعد قضاء حاجته، لا يكون ذلك بغرض دفن الفضلات، بل لنشر إفرازات هذه الغدد على الأرض. تُساعد هذه الإفرازات أيضًا على زيادة ثبات وسادات الأصابع على السطح وتسهيل الحركة على الأسطح الجافة والناعمة. وبشكل عام، لا تلعب الغدد العرقية دورًا كبيرًا في تنظيم حرارة الجسم لدى الكلاب.

## الغدد الصماء

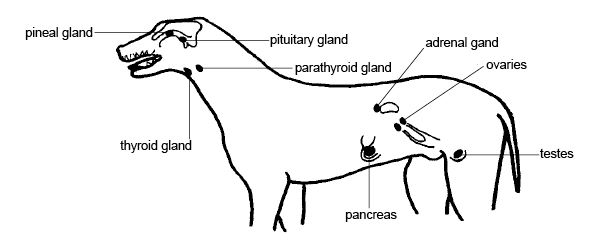
الغدد الرئيسية ذات الإفراز الداخلي في جسم الكلب

نظام الغدد الصماء هو مجموعة من الغدد التي تنظم وتوجه وتنسق وظائف الجسم بأكمله من خلال الهرمونات. تعدّ الغدة النخامية مركز التحكم في هذا النظام، بينما يتحكم الجهاز العصبي في الغدة النخامية من خلال تحت المهاد. يوجد أيضًا الغدة الصنوبرية في الدماغ المتوسط، والتي تشكل أساس الساعة البيولوجية.
تتكون الغدة الدرقية للكلاب من فصين مسطحين متصلين بجسر غدي. تتمتع بلون أحمر غامق إلى بنفسجي وتقع تحت الحنجرة على مستوى الحلقة الغضروفية 5-8 للقصبة الهوائية. على السطح الجانبي للنصف الأمامي من كل فص تقع أجسام جار الدرقية الخارجية، بينما تقع أجسام جار الدرقية الداخلية مباشرة في نسيج الغدة الدرقية. تؤثر هرمونات الغدة الدرقية على سرعة التمثيل الغذائي واستتباب الكالسيوم.
تنتج البنكرياس، من خلال جزر لانغرهانس، الأنسولين والغلوكاغون للتحكم بمستوى السكر في الدم. تقع الغدد الكظرية للكلب على شكل أعضاء مسطحة صفراء أو بيضاء مائلة للصفرة بطول حوالي 3 سم على الحافة الأمامية لكلية. تشارك هرمونات الغدد الكظرية في تنظيم ضغط الدم ومحتوى الأملاح والجلوكوز في الدم. تعتبر الخصيتان والمبايض أيضًا أعضاءً غدد صماء، حيث ينظم تأثيرها الهرموني النشاط الجنسي للكلب والأنثى.
لا تختلف الوظائف في جهاز الغدد الصماء للكلب عن تلك الموجودة في الإنسان.

## الغطاء الجلدي للكلب

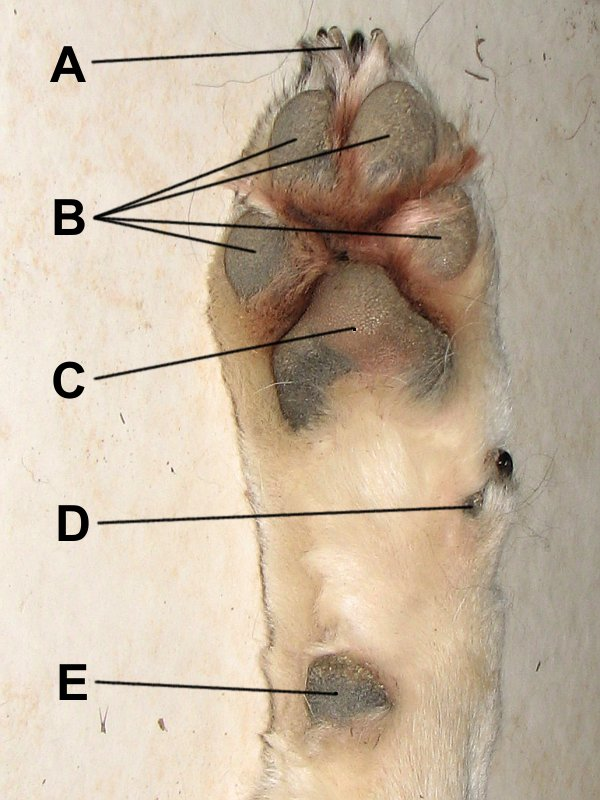
مخلب القص للكلب: A - المخالب. B - وسادات الأصابع. C - وسادة المشط. D - وسادة إصبع القدم الأول.E - وسادة الرسغ.

يُغطى جسم الكلب بالجلد، ويتراوح سمكه بين 0.5 و 5 مم، حيث يكون أكثر سمكًا على الظهر. جلد الكلب أرق من جلد الإنسان، حيث يتكون من 3-5 طبقات من الخلايا فقط، بينما يتكون جلد الإنسان من 10-15 طبقة على الأقل. تكون تفاعلات جلد الكلب قلوية، تتراوح بين 7.5 و 8، وتتأثر هذه التفاعلات بالسلالة والجنس ومرحلة الدورة الجنسية ولون الفراء. تُعد الأدمة أقوى طبقة في جلد الكلب، وتحتوي على بصيلات الشعر والغدد الدهنية والأوعية الدموية والنهايات العصبية، والتي تعمل مع شعيرات اللمس على خلق "حاسة جلدية" للمس. تسمح الطبقة تحت الجلد بِحركة الجلد على جسم الكلب، وتحتوي على النسيج الدهني، كما ترتبط العضلات الجلدية بالجلد.
يتميز جلد الأقدام والأنف بتعديلات جوهرية تُميزها عن باقي جلد الجسم:
- على الأطراف، تتحول الطبقة الخارجية من الجلد إلى وسائد تعمل على امتصاص الصدمات أثناء الحركة. تُصنف هذه الوسائد حسب موقعها، عند الأطراف الأمامية، وسادة الرسغ على سطح راحة اليد، وسادة مشط القدم، خمس وسائد أصابع لا تلمس الأرض في إصبع القدم الأول. على الأطراف الخلفية، وسادة مشط القدم فقط، أربع وسائد أصابع، تتميز سطح الوسائد بجلد خالٍ من الشعر وسميك للغاية (يصل إلى 2 مم). تكون الطبقة الداخلية من الجلد أرق، لكنها تحتوي على العديد من الغدد العرقية. النسيج الضام تحت الجلد متطور للغاية ويشكل أساس الوسائد، ويتكون من ألياف الكولاجين والإيلاستان والنسيج الدهني. على الأنف، جلد الأنف مغطى بطبقة سميكة من الجلد الخالي من الشعر، تحتوي على العديد من الغدد العرقية التي تُفرز مخاطًا رطبًا، يُساعد هذا المخاط على ترطيب الأنف وتحسين حاسة الشم. أطراف الأصابع مغطاة بأظافر، تتكون الأظافر من صفيحة قرنية مسطحة من الجانبين، تمتد فوق قاعدة عظمية في إصبع القدم، تنحني الأظافر لتشكل حوالي ربع دائرة، وتلامس الأرض عند المشي، تُحيط بالظفر طية جلدية بارزة، يتكون الظفر من جدار قرني صلب يتكون من ثلاث طبقات من الكيراتين. السطح السفلي للظفر مغطى بطبقة كيراتينية رخوة قابلة للتفتت. تنمو الأظافر حول غمد قرني حول نهاية إصبع القدم وتنمو من طبقة جلدية حساسة ودموية. إذا تم قطع الكثير من الكيراتين عند قص الأظافر، يحدث نزيف (قص الأظافر).
- الجلد على الأنف (الكمامة) يمكن أن يكون غير مصطبغ أو شديد التصبغ. تتكون الأدمة من حليمات بارزة، بينما يكون الجلد رقيقًا جدًا ومتقرنًا ويشكل نمطًا متعدد الأضلاع يختلف من كلب إلى آخر. لا تحتوي جلد الأنف نفسها على أي غدد، ولكن يتم ترطيبها باستمرار بإفرازات الغدد الأنفية والدموع (التي تتدفق من العين عبر القناة الدمعية التي تصب في التجويف الأنفي). تتبخر الإفرازات مما يؤدي إلى تبريد الأنف، لكن لا يمكن تحديد درجة حرارة جسم الكلب من خلال تقييم درجة حرارة سطحه فقط، بل يلزم قياسها باستخدام مقياس حرارة يتم إدخاله عبر المستقيم.فطريات أنف الكلب - نمط يتكون من الجلد المتقرن

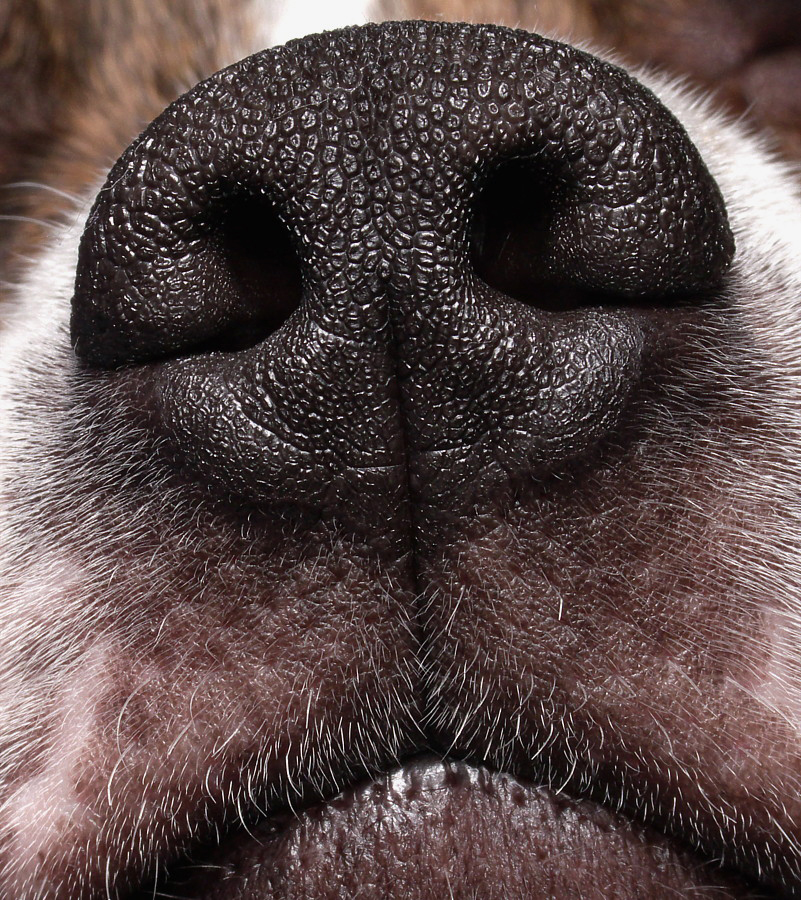
فطريات أنف الكلب - نمط يتكون من الجلد المتقرن

### فراء الكلاب
يتكون فراء الكلاب من شعيرات بأطوال وأشكال مختلفة، وتختلف خصائصها كثيرًا اعتمادًا على سلالة الكلب. تنمو الشعيرات من جذر موجود في بصيلة الشعر في الأدمة، بينما تنمو من فتحة مشتركة للبصيلة مجموعة من الشعيرات تتكون من شعرة رئيسية قوية و 6 إلى 8 شعرات رقيقة من الطبقة السفلية.
عمومًا، يمكن تقسيم فراء الكلاب إلى عدة أنواع:
- الفراء الطويل مع الطبقة السفلية: يتكون من طبقة سفلية كثيفة قصيرة وشعيرات قوية تتدلى فوقها.
- الفراء الناعم: يتكون من شعيرات قصيرة وملاصقة.
- الفراء الحريري: له شعيرات طويلة وناعمة، ويمكن أن يكون بدون طبقة سفلية أو مع طبقة سفلية كثيفة وناعمة.
- الفراء المجعد الذي لا يتساقط: يتميز بشعيرات مجعدة ناعمة بدون طبقة سفلية.
- الفراء الخشن: يتكون من شعيرات خشنة وقوية تنمو بشكل عمودي على سطح الجلد، وطبقة سفلية كثيفة للغاية.
- نوع خاص من الفراء يُترك ليتلبد ويشكل تدريجيًا خيوطًا أو صفائح.

سلالات الكلاب العارية تتميز بغياب الفراء بشكل جزئي أو كلي.

## مقالات ذات صلة
- قائمة سلالات الكلاب
- الكلاب المساعدة
- الكلب المنزلي
- ذكاء الكلاب

## روابط خارجية
- دليلك الشامل لعالم الكلاب

- (بالإنجليزية) College of veterinary medicine – The Dog Anatomy